# بابر
ظهیرالدّین محمّد بابُر (به اردو: ظهیر الدین محمد بابر بادشاه غازی گورکانی، به هندی: बाबर) (۱۴۸۳ – ۱۵۳۰ میلادی/ ۸۸۸ – ۹۳۷ ه‍.ق)، بنیان‌گذار امپراتوری گورکانی هند بود که آخرین امپراتوری از دوران طلایی اسلامی به‌شمار می‌آید. بابر از طرف پدری پنجمین پشت از نوادگان امیر تیمور بود؛ او فرزند میرزا عمر شیخ فرزند سلطان ابوسعید فرزند میرزا محمد فرزند میرانشاه فرزند تیمور بوده‌است. وی از طرف مادری نیز نسب به چنگیزخان مغول میرساند.
بابر در اندیجان، در دره فرغانه (امروزه بخشی از ازبکستان است) متولد شد؛ پدرش عمر شیخ میرزا از سال ۱۴۵۶ تا ۱۴۹۴ میلادی حاکم فرغانه بود. بابر پس از مرگ پدرش در سن ۱۲سالگی به تاج و تخت فرغانه، به مرکزیت اخسیکت، رسید و با شورش‌هایی در ابتدای سلطنت روبرو شد. او ۲ سال بعد سمرقند را فتح کرد، اما به زودی فرغانه را از دست داد. در تلاش ناموفقش برای فتح فرغانه، سمرقند را نیز از دست داد. در سال ۱۵۰۱ تلاش‌هایش برای فتح هر دو منطقه هنگام شکست از شیبک خان بی‌نتیجه ماند. 
در سال ۱۵۰۴ میلادی، او کابل را، که تحت حکومت ظاهری عبدالرزاق میرزا وارث نوزاد الغ‌بیگ دوم بود، فتح کرد. بابر سپس با شاه اسماعیل یکم، پادشاه ایران صفوی، برای فتح مناطقی از ترکستان، از جمله سمرقند، همکاری کرد. اما هیچ سودی نداشت و دوباره این مناطق از دست رفته و به دولت شیبانی انضمام شدند.
پس از شکست سوم در فتح سمرقند، بابر توجه خود را به هند جلب کرد. در این زمان، منطقه جلگه سند و گنگ توسط ابراهیم لودی  از لودی‌های افغان‌تبار اداره می‌شد، راجپوتانه نیز توسط یک کنفدراسیون هندوهای راجپوت، به رهبری رانگا سانگا از میوار، کنترل می‌شد. بابر در نبرد پانی‌پت در سال ۱۵۲۶ میلادی ابراهیم لودی را شکست داد و امپراتوری گورکانی را تأسیس کرد. او سپس با مخالفت رانگا سانگا، که در ابتدا قول داد به بابر برای بیرون راندن لودی‌ها کمک کند، روبرو شد. رانگا پس از اینکه فهمید بابر قصد دارد در هند بماند، از جنگ عقب‌نشینی کرد. رانا سپس لشکری از راجپوت‌ها و پشتون‌ها برای بیرون راندن بابر جمع‌آوری کرد، اما در نبرد خانوا در سال ۱۵۲۷ شکست خورد و پس از آن در سال ۱۵۲۸ به دست افراد خود مسموم گردید.
بابر چندین بار ازدواج کرد. برجسته‌ترین پسرانش همایون، کامران میرزا و هندل میرزا بودند. بابر در سال ۱۵۳۰ در آگرا درگذشت و پسرش همایون شاه جانشین او شد. بابر ابتدا در آگرا دفن شد، اما بعد، بنا به وصیت وی، او را در باغ بابر کابل دفن کردند. بابر به عنوان نواده تیمور، خود را تیموری و ترک جغتایی می‌دانست.
او در کشورهای ترک‌زبانی مثل قرقیزستان و ازبکستان به عنوان یکی از چندین قهرمان‌های ملی‌شان قرار دارد. او زندگینامه خود به عنوان بابرنامه را به زبان ترکی جغتایی نوشت. این کتاب در زمان نوه‌اش، اکبر شاه (۱۵۵۶–۱۶۰۵)، به فارسی ترجمه شد.

## نام
ظهیرالدین در زبان عربی به معنای «مدافع دین» (اسلام) است و نام محمد به افتخار پیامبر اسلام گذاشته شده‌است.
مشکل در تلفظ این نام برای سپاهیان ترکی-مغولی‌اش در آسیای میانه ممکن است باعث محبوبیت بیشتر نام مستعار وی بابر باشد، همچنین بابر به صورت‌های بابُر، بابَر و بابِر نیز تلفظ می‌شود. این نام از ببر فارسی گرفته شده‌است  این کلمه بارها در شاهنامه فردوسی ظاهر شده‌است و وارد زبان‌های ترکی آسیای میانه شده‌است. تاکستون استدلال می‌کند که بابر اقتباس متناوبی از کلمه نیاهندواروپایی به نام بیور (beaver: سگ آبی) می‌داند که این را با شباهت تلفظ میان بابر و ترجمه روسی کلمه beaver به نام بوبور (bobor، бобр) اثبات می‌کند.
بابر عناوین سلطنتی پادشاه، السلطان المعظم و الخاقان المکرم پادشاه غازی را نیز استفاده می‌کرد. او و نوادگانش بعدها از لقب میرزا و گورکانی به عنوان القاب برای درباریان استفاده کردند.

## تولد

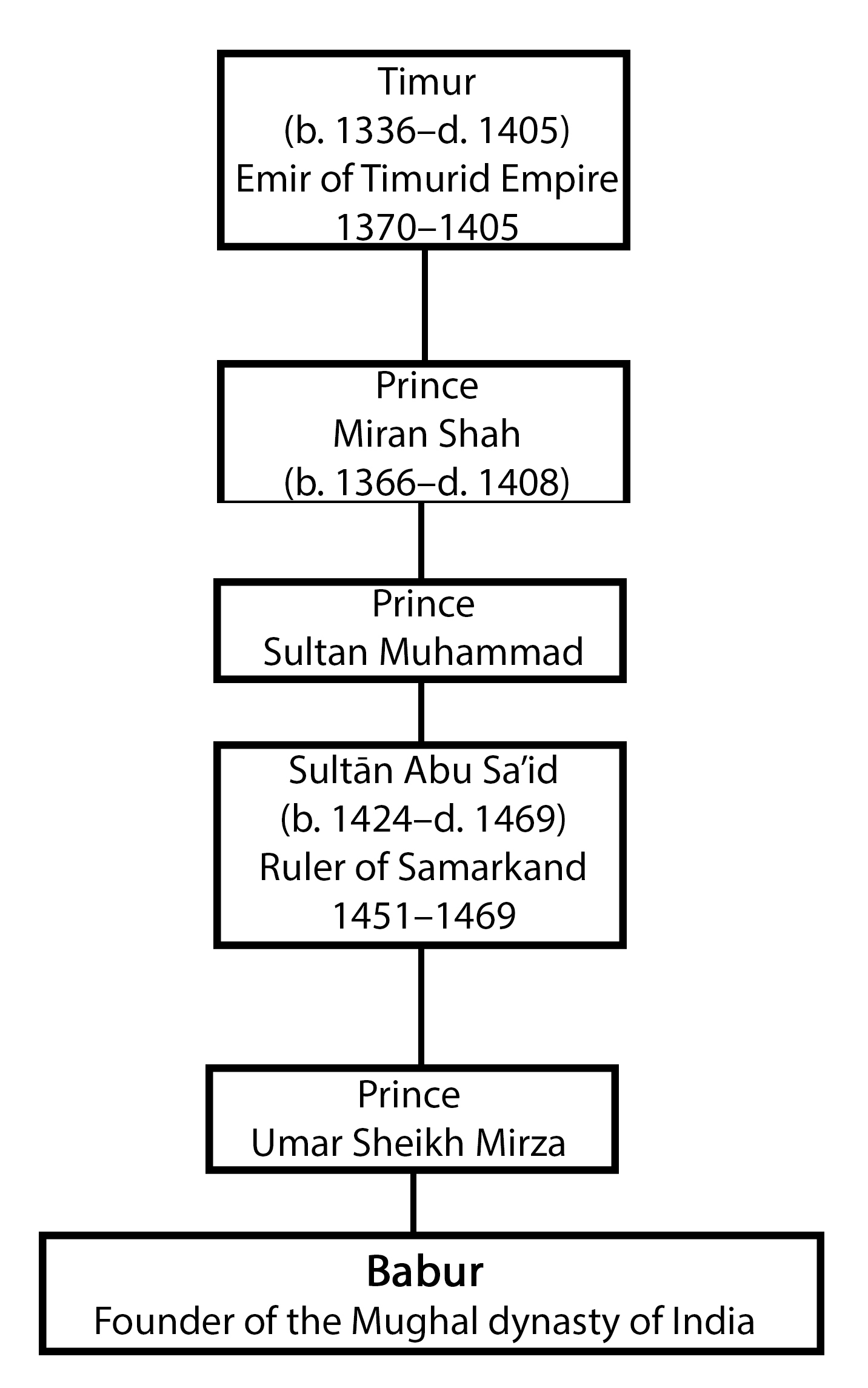
شجره نامه بابر

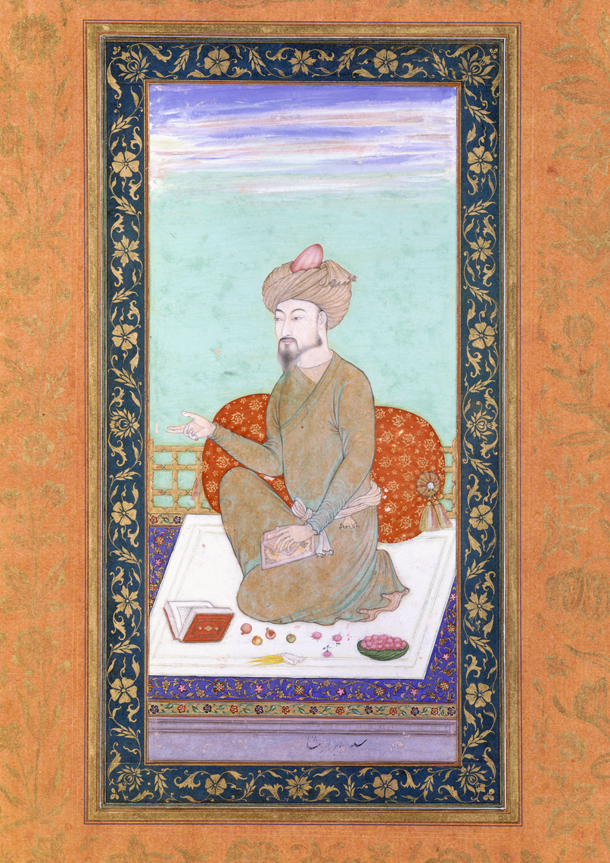
پرتره ای از بابر

خاطرات بابر جزئیات زندگی او را به‌طور کامل شرح می‌دهد و منبع اصلی برای مطالعه زندگی بابر است. این خاطرات با عنوان بابرنامه شناخته می‌شود که توسط خود او به زبان مادری اش، زبان ترکی جغتایی، نوشته شده‌است. به گفته دیل، کتاب بابرنامه نوع ترکی اش، در خصوص ساختار جملاتش و صرف افعال و کلمات و واژگانش بسیار از فارسی استفاده شده‌است." بابر نامه در زمان نوه اش اکبر با نام توزک بابری ترجمه شد.
محمد بابر در چهاردهم فوریه ۱۴۸۳ میلادی مطابق با ششم محرم ۸۸۸ ه‍.ق در شهر اندیجان، استان اندیجان واقع در دره فرغانه آسیای میانه (امروزه ازبکستان) زاده‌شد. وی فرزند ارشد پدرش، عمر شیخ میرزا حاکم فرغانه، فرزند ابوسعید میرزا (نوه میرانشاه فرزند تیمور) بود و مادرش قتلغ نگار خانم، دختر یونس خان حاکم از مغولستان (نواده توغلوق تبمور خان، پسر اسن بوقای اول، که خودش نواده جغتای خان پسر دوم چنگیزخان بود) بود.
بابر از قبیلهٔ ترک یا ترکی-مغولی برلاس بود که فرهنگ ایرانی را پذیرفته بودند. این طایفه قرنها پیش مسلمان شده بود و در ترکستان و خراسان ساکن شده بودند. گذشته از زبان ترکی جغتایی، بابر به همان اندازه نیز به زبان فارسی، زبان درباری تیموریان، مسلط بود.
او در طبقه‌ای از سیاستمداران مدیر و سازمان‌دهندگان متولد شد که بادیه‌نشین بودند و در آسیای مرکزی از کشاورزان، گله‌داران و صنعتگران و بازرگانان در ناحیه‌ای که محل گذر کاروان‌های تجاری بود، استفاده می‌کردند. در میان این اقوام بیش از تعلقات ملی و زبانی، وابستگی‌های خانوادگی و قبیله‌ای اهمیت داشت.
بابر اگرچه از تبار ترکی-مغولی بود، اما بیشترین حمایت خود را از مردم ایرانی‌تبار و سایر مردمان محلی آسیای میانه به دست آورد و اقوام بسیاری در ارتش وی شامل بود.

## فرمانفرمایی بر آسیای میانه

### حاکم فرغانه
در سال ۱۴۹۴، بابر یازده ساله، پس از درگذشت پدرش شیخ عمر میرزا، حاکم فرغانه شد. مرگ پدر او بسیار عجیب بود. این حادثه در قلعه آکسی در فرغانه شمالی رخ داد. او به دلیل فروریختن کبوترخانه خود، که در لبه ساختمان ساخته شده بود، درگذشت. در این مدت دو عمویش از قلمروهای پادشاهی همسایه، که با پدرش دشمن بودند، و یک گروهی از اشراف که می‌خواستند برادر کوچکترش، جهانگیر، حاکم فرغانه شود، تخت سلطنت وی را تهدید کردند. عموهایش در تلاش برای برکناری بابر از مقامش و تصاحب متصرفاتش بی رحم بودند. سپس بابر به کمک مادربزرگ مادری خود، دولت آیسان بیگم، توانست سلطنت خود را تثبیت کند. هرچند که شانس نیز در این عمل بی تأثیر نبود.
بیشتر شاهنشاهی‌های اطراف قلمرویش توسط خویشاوندانش کنترل می‌شد، که اکثراً از نوادگان چنگیزخان یا تیمور بودند، و دائم بین آنها درگیری بود. در آن زمان، شاهزاده‌های رقیب در حال جنگ بر سر شهر سمرقند بودند که بر عهده پسرعموی پدری او بود. بابر هم که جاه طلبی‌های زیادی برای فتح سرزمینهای دیگر داشت در سال ۱۴۹۷، شهر سمرقند را هفت ماه محاصره کرد تا سرانجام آن را تسخیر کرد. بابر در آن زمان پانزده سال داشت و این فتح برایش موفقیت بزرگی بود. بابر توانست شهر را، علی‌رغم فرارهای افراد سپاهش، نگه دارد اما بعد به شدت بیمار شد. در همین حال، یک شورش ایجاد می‌شود، تقریباً ۳۵۰ کیلومتر دورتر، از اشرافی که طرفدار برادرش بودند، برادرش را از فرغانه دزدیدند. هنگامی که در تلاش بود تا اورا بازگرداند سمرقند را توسط یک شاهزاده رقیب از دست داد. او به مدت صد روز سمرقند را تحت تصرف داشت و از دست دادن آن را بزرگترین ضرر خود دانست و حتی درمدت حکومتش در هند، همیشه این قضیه آزارش می‌داد.
به مدت سه سال، بابر بر ساخت یک ارتش قدرتمند تمرکز کرد به خصوص سربازگیری از تاجیک‌های بدخشان. بابر چندی بعد اندیجان را دوباره به تصرف درآورد، اما پس از زمانی کوتاه، مغولانی که تحت فرماندهی تَنْبَل اسماً از برادرش جهانگیر پشتیبانی می‌کردند، شهر را بازپس گرفتند. در ۹۰۵، بابر فرغانه را میان خود و برادرش تقسیم کرد، و همسر اختیار کرد و نیز در همین سال بود که شیبک خان ازبک درگرفتن سمرقند بر او پیشدستی کرد. بابر سال بعد با حمله ای ناگهانی، در سال‌های ۱۵۰۰–۱۵۰۱، سمرقند را محاصره و این شهر را به تصرف درآورد، اما پس از شکست در جنگ سرِپُل در اپریل ۱۵۰۱، شیبک خان راه رسیدن آذوقه را بر او بست و بار دیگر شهر را متصرف شد. اوضاع به گونه ای بر ضد بابر پیش رفت که او مجبور شد خواهرش، خانزاده بیگم، را به عنوان بخشی از مفاد پیمان صلح، به ازدواج شیبک خان در بیاورد. تنها پس از این، بابر و سربازانش توانستند با امنیت سمرقند را ترک کنند. بدین ترتیب سمرقند، وسواس مادام العمر زندگیش، دوباره از دست رفت. او سپس تلاش کرد بار دیگر فرغانه را پس بگیرد، اما در نبرد آنجا نیز شکست خورد. این شکست باعث شد که بابر نزدیک یک سال با گروهی کوچک از هواخواهانش در ناحیه ای بسیار دور در میان قبایل صحرانشین سُخ و هُشْیار سرگردان و از مهمان نوازی این قبایل برخوردار بود. از سال ۱۵۰۲، او از تمام امیدهایش برای تصرف فرغانه دست کشید، او بدون هیچ چیز مانده بود و مجبور بود شانس خود را در جای دیگر دنبال کند. سرانجام به تاشکند رفت، که توسط عموی مادریش اداره می‌شد، اما خود را کم‌تر از خوش آمدگویی در آنجا نیافت. بابر در این باره نوشت: «در مدت اقامت در تاشکند، متحمل فقر و تحقیر شدیدی شدم. نه کشوری، نه حتی یک امید!». بنابراین، بابر در طی ده سال از زمان رسیدن به حکومت فرغانه، پیروزی‌های کوتاه مدت بسیاری کسب کرد و سپس بدون سرپناه و در تبعید و توسط دوستان و دهقانان کمک می‌شد.

### در کابل

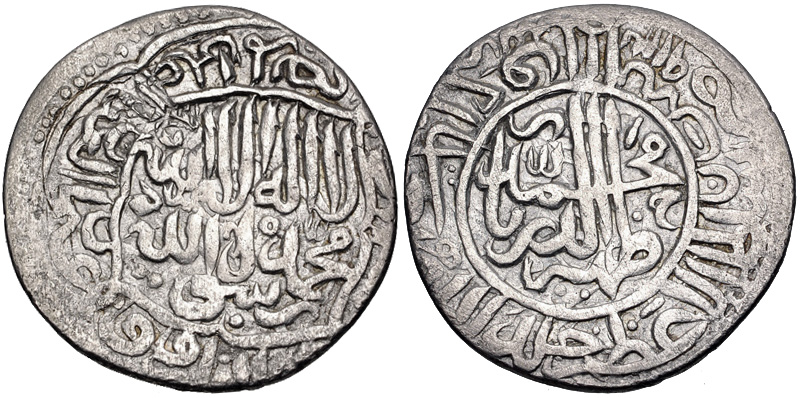
سکه ضرب شده از بابر در زمان حکومتش در کابل. مورخ ۱۵۰۷/۸

کابل توسط عموی پدری بابر، الغ بیگ دوم، اداره می‌شد که درگذشته بود و فقط یک نوزاد به عنوان وارث به جای گذاشت. حکومت این شهر سپس توسط موکین بیک مورد ادعا قرار گرفت که یک قاصب محسوب می‌شد و مخالف مردم محلی بود. در سال ۱۵۰۴، بابر توانست از کوه‌های برفی هندوکش عبور کند و کابل را از دست باقی ماندگان ارغونیان، که مجبور عقب‌نشینی به قندهار شدند، گرفت و تسخیر کرد. با این حرکت، وی پادشاهی جدید به دست آورد، ثروت خود را دوباره برقرار کرد و تا سال ۱۵۲۶ حاکم آن باقی ماند. در سال ۱۵۰۵ بابر به دلیل درآمد کم حاصل از قلمروی کوهستانیش اولین سفر خود را به هند آغاز کرد. وی در خاطراتش می‌نویسد: «میل من به هندوستان ثابت بود. در ماه شعبان، خورشید در برج دلو (ماه بهمن) بود که ما از کابل به هندوستان حرکت کردیم». البته این یک حمله مختصر به سراسر تنگه خیبر بود.

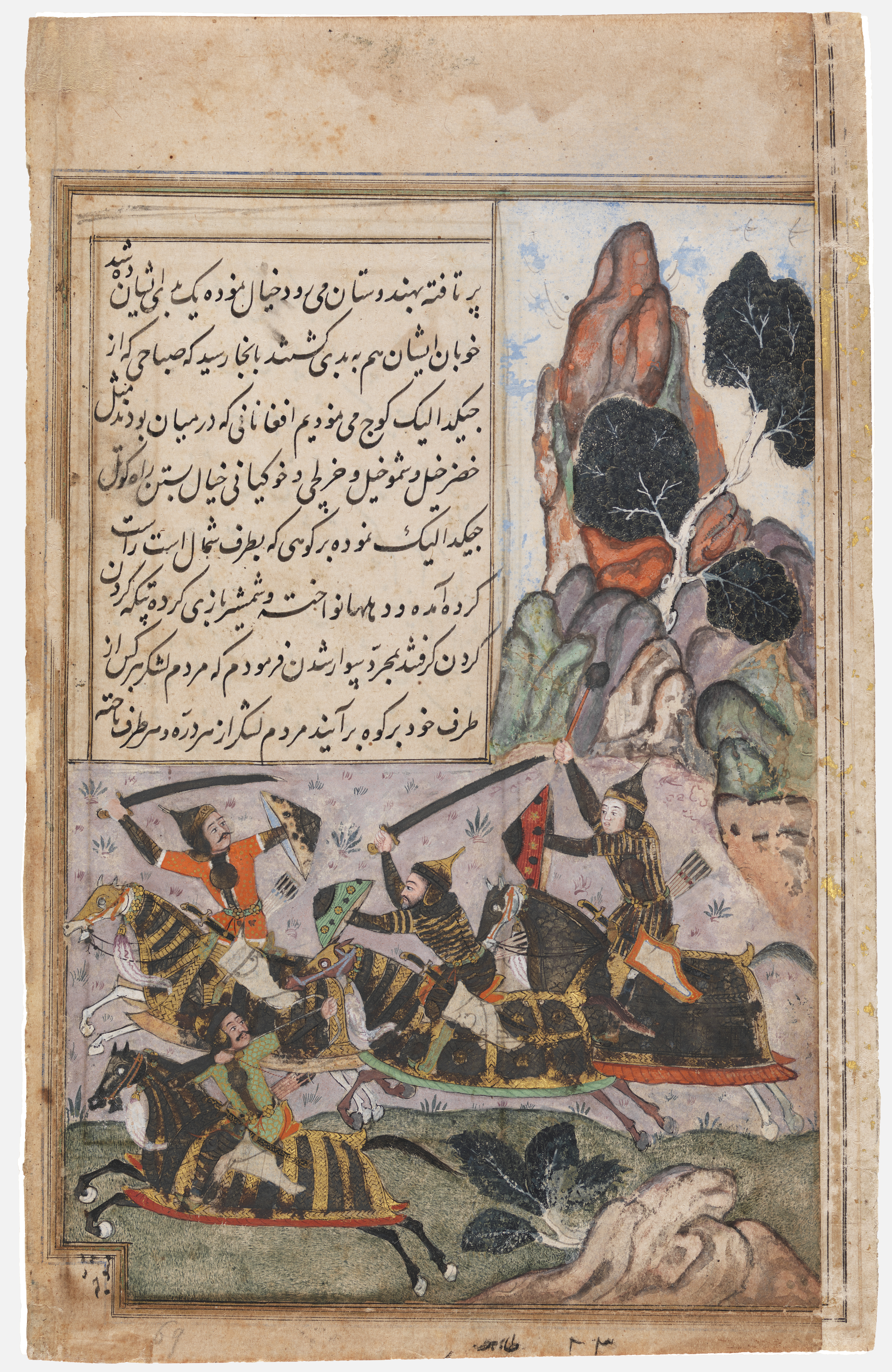
بابر از کابل به هندوستان می‌رود

در همان سال، بابر با سلطان حسین میرزا بایقرا از هرات، یکی از شاهان تیموری و فامیل دورش، در برابر دشمن مشترک خود، شیبانیان ازبک متحد شد. با این حال، این عمل صورت نگرفت زیرا حسین میرزا در سال ۱۵۰۶ درگذشت و دو پسرش تمایلی به جنگ نداشتند. در عوض، بابر پس از دعوت دو برادر میرزا در هرات ماند. آن زمان هرات پایتخت فرهنگی جهان اسلام شرقی بود. گرچه او از فسادها و تجملات شهر متنفر بود، اما از فراوانی فکری در آنجا شگفت زده شد که به گفته وی «پر از مردان آموخته و همسان» بود. وی با کارهای شاعر چغتایی امیرعلی شیر نوائی آشنا شد و استفاده از چغتایی را به عنوان یک زبان ادبی تشویق کرد. مهارت نوایی با این زبان ممکن است بابر را برای استفاده کردن از این زبان در کتاب خاطراتش تحت تأثیر قرار داده باشد. او دو ماه قبل از مجبور شدن به ترک به دلیل کاهش منابع، در آنجا گذراند. بعدها هرات مورد تصرف شیبانیان قرار گرفت و میرزاها فرار کردند. بابر پس از از دست رفتن هرات تنها فرمانروای سلسله تیموریان شد و بسیاری از شاهزادگان به دلیل حمله ازبکها در غرب به او پناه بردند. او بدین ترتیب عنوان پادشاه (امپراتور) را در بین تیموریان به عهده گرفت - اگرچه این عنوان در مقایسه با سرزمینهای تحت تصرفش ناچیز بود، اما کابل خودش در معرض خطر بود و ازبکها همچنان یک تهدید بزرگ بودند.. او در سال ۱۵۰۸ قندهار را از دست ارغونیان به درآورد. بابر در طی یک شورش پنهانی موفق به سرکوب آن شد، اما دو سال بعد طی یک شورش توسط ژنرال‌های برجسته ارتشش بابر را از کابل بیرون راندند، بابر با تعدادی از همراهانش از کابل فرار کرد. اما بزودی بازگشت و مجدداً کابل را تسخیر و دوباره از شورشیان بیعت گرفت. در همین حال، شاه شیبانی در سال ۱۵۱۰ توسط اسماعیل اول، شاه شیعه صفوی ایران، شکست خورد و کشته شد. اسماعیل دست راست شیبان را برای بابر فرستاد «تا به یاد داشته باشد که صفویه تا کجا پیش رفته است.» بابر از این اقدام درس گرفت و با صفویه علیه دشمن مشترکشان، ازبک‌ها، همکاری 
کرد. بابر وانمود کرد که یک شیعهٔ پیروی اسماعیل است.
بابر و بازماندگان تیموریان از این فرصت برای تسخیر سرزمین‌های اجدادی خود استفاده کردند. طی چند سال بعد، بابر و شاه اسماعیل در تلاش برای به دست گرفتن بخش‌هایی از آسیای میانه، مشارکت ایجاد کردند. در ازای کمک اسماعیل، بابر قول داد در عوض کمک اسماعیل، سکه‌ای به نام او ضرب کند و نام او را در خطبه بیاورد. بنابراین، در سال ۱۵۱۳، پس از آنکه برادرش ناصر میرزا را به حکومت کابل واگذار کرد، وی موفق شد سمرقند را فتح کند. او همچنین بخارا را نیز تصرف کرد. بابر در اکتبر ۱۵۱۱ دوباره سمرقند را به تصرف درآورد، اما به عنوان دست نشانده شاه اسماعیل فرمان می‌راند و حتی تظاهر به تشیع می‌کرد، و احتمالاً به نام ولی‌نعمت خود پادشاه صفوی سکه هم می‌زد (شواهد سکه‌شناسی در این باره قطعیت ندارد). تظاهر او به مذهب شیعه موجب شد که عامه مردم سمرقند از او روی بگردانند، و وقتی که در صفر ۹۱۸ در کُل مَلک از ازبکها شکست خورد نتوانست سمرقند را نگاه دارد، و سرانجام پس از آنکه نجم ثانی سردار صفوی در سوم رمضان ۹۱۸ در غُجُدوان مغلوب ازبکان شد، بابر او را رها کرد و از تصرف سمرقند منصرف شد، و این آخرین تلاش او برای تسلط بر این شهر بود که سخت بدان دلبستگی داشت. شاه اسماعیل خواهر بابر، خان زاده، که در زندان به سر می‌برد و مجبور به ازدواج با شیبک خان شده بود، به بابر ملحق کرد. بابور بابر پس از دو سال زندگی پرمخاطره و سرگردانی در ناحیه قُنْدُز، به کابل بازگشت، که از آن پس پایگاهی برای لشکرکشی‌های پر امید او به شرق و جنوب بود. کوشش‌های مکرر او برای بازپس گرفتن قندهار از ارغونها به مذاکراتی در می ۱۵۲۲ انجامید که در نتیجه آن شهر به تصرف درآمد. بابر پس از تصرف قندهار با پشتکار بیشتر متوجه هندوستان شد. ادامه حکومت وی تا شروع یورش‌هایش به هند، عمدتاً درگیر سرکوب شورش‌های بی‌اهمیت قبایل افغان، اشراف تیموری و نزدیکانش گذشت، به اضافه یورش‌های گسترده‌ای در کوه‌های شرقی. بابر علی‌رغم اینکه دوران حکومتش نسبتاً صلح آمیز بود شروع به نوسازی و آموزش ارتش خود کرد.

## روابط خارجی

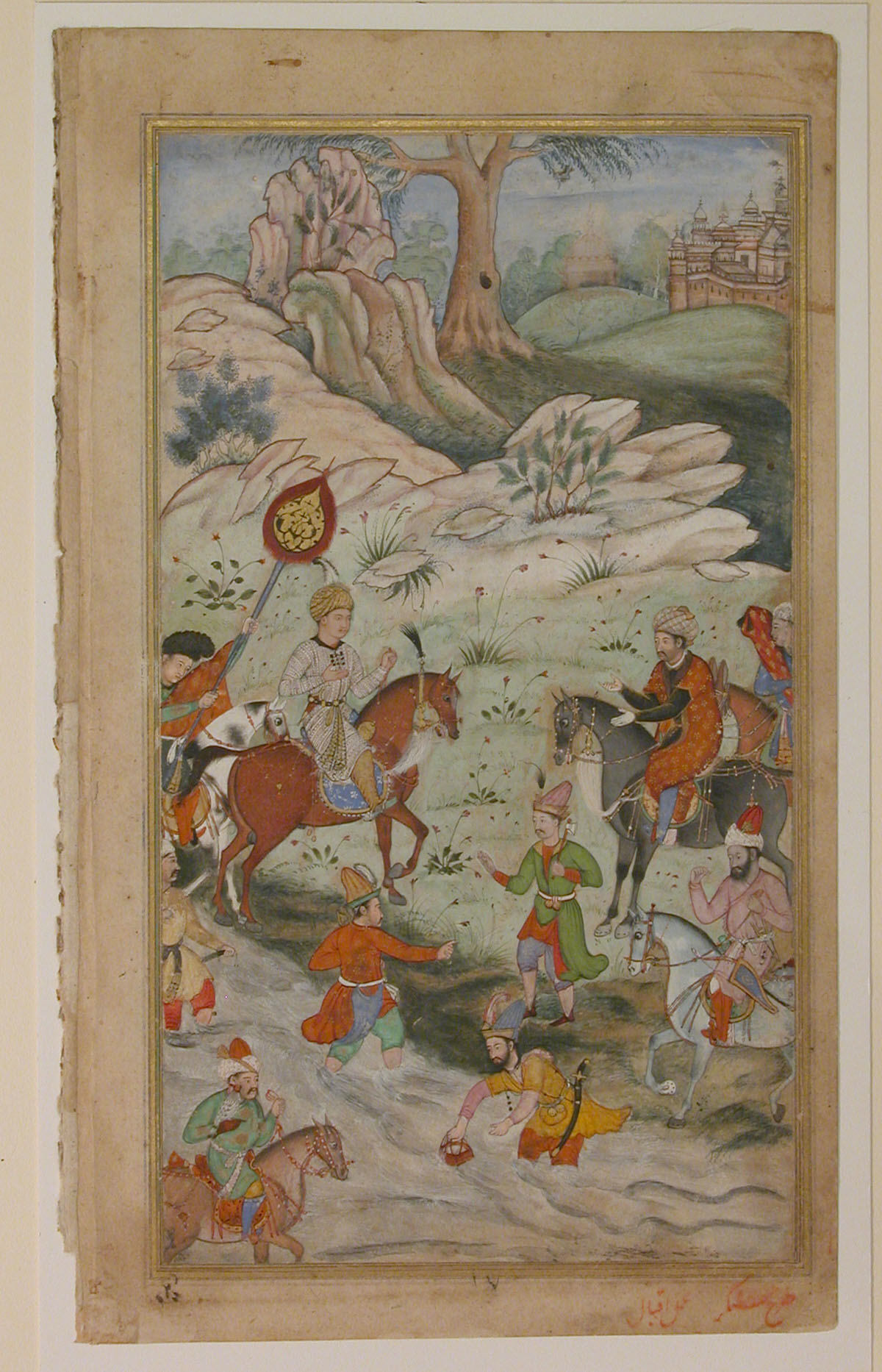
ملاقات بابر و سلطان علی خان نزدیک سمرقند

ارتش امپراتوری صفوی به رهبری نجم ثانی نظامیان را در آسیای مرکزی شکست داد و سپس به دنبال کمک بابر آمدند و بابر به آنها توصیه کرد از ادامه جنگ دست بکشند. اما صفویان به این حرف گوش نکردند و در نبرد غجدوان توسط عبیدالله خان ازبک شکست خوردند و نجم ثانی کشته شد و ایرانیان برای همیشه ماوراءالنهر را از دست دادند.
روابط اولیه بابر با عثمانی‌ها ضعیف بود زیرا سلطان عثمانی سلیم اول به رقیب او عبیدالله خان توپ‌های قدرتمند و تفنگ می‌داد. در سال ۱۵۰۷، هنگام سفارش به پذیرفتن سلیم اول به عنوان حاکم تابع خود، بابر امتناع کرد و سپاهیان قزلباش را به منظور مقابله با نیروهای عبیدالله خان در نبرد غجدوان جمع کرد. در سال ۱۵۱۳، سلطان سلیم با بابر آشتی کرد (از بیم اینکه او به صفویان بپیوندد)، توپخانه استاد علی قلی و مصطفی رومی تیرانداز ماهر، و بسیاری از ترک‌های عثمانی را به منظور کمک به بابر در فتوحاتش اعزام کرد. این کمک خاص پایه روابط آینده گورکانیان و عثمانی شد. بابر از آنها، همچنین تاکتیک استفاده از تفنگها و توپهای جنگی در میدان جنگ (و نه فقط در محاصره) را فرا گرفت، که اینها به او مزیت مهمی در پیشرویی در هندوستان می‌داد و باعث پیروزی‌هایش شد.

## تأسیس دولت گورکانی

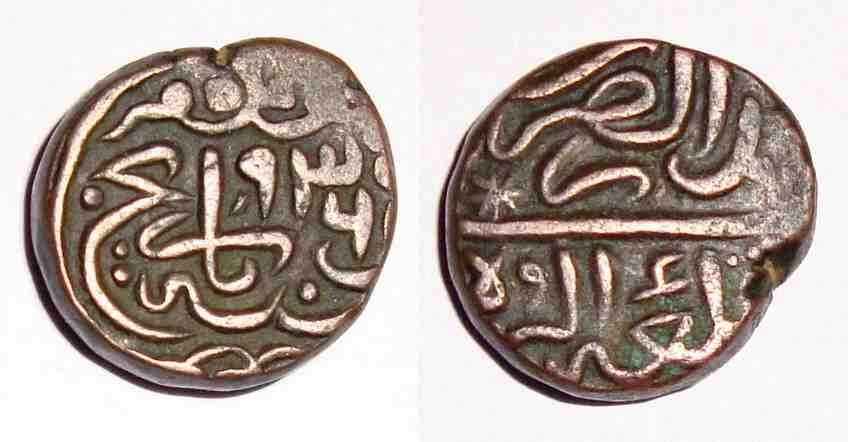
سکه بابر در آگرا، مقتبس شده از سکه‌های بهلول لودی مورخ936

lبابر هنوز قصد فرار از ازبک‌ها را داشت و او هند را به جای بدخشان، که در شمال کابل بود، به عنوان مقر خود انتخاب کرد. او نوشت: «در حضور چنین قدرت و توان، ما مجبور شدیم جایی برای خودمان بیندیشیم و در این بحران و در شکاف زمانی که آنجا بود، فاصله بیشتری بین ما و دشمنان قوی ایجاد کرد». پس از سومین باخت سمرقند، بابر توجه کاملی به فتح شمال هند داشت و یک لشکرکشی ترتیب داد؛ او در سال ۱۵۱۹ به رودخانه چناب در پاکستان رسید. تا سال ۱۵۲۴، هدف او این بود که حکومت خود را در پنجاب گسترش دهد، که عمدتاً میراث نیاکان تیمور خود را برآورده می‌کرد. در آن زمان قسمت‌هایی از شمال هند تحت حکومت ابراهیم لودی از خاندان لودی بود، اما امپراتوری در حال فروپاشی بود. او از دولت خان لودی، فرماندار پنجاب و علاءالدین عموی ابراهیم دعوت‌هایی برای ورود به هند دریافت کرد. او سفیر خود را به ابراهیم فرستاد و ادعا کرد که وارث قانونی تاج و تخت پنجاب است، اما سفیر در لاهور بازداشت شد و چند ماه بعد آزاد شد.
بابور در سال ۱۵۲۴ برای لاهور، در پنجاب، شروع به کار کرد اما فهمید که دولت خان لودی توسط نیروهای اعزام شده توسط ابراهیم لودی رانده شده‌است. بابر در سال ۱۵۲۴ به لاهور، در پنجاب، حرکت کرد اما متوجه شد که دولت خان لودی توسط نیروهای اعزامی ابراهیم لودی رانده شده‌است. هنگامی که بابر به لاهور وارد شد، ارتش لودی به بیرون لشکر کشید و منهدم شدند. پس از آن، بابر چهار روز شهر را برای غارت سربازانش آزاد گذاشت و و ساختمانها و بازارهای آن سوخت و ویران شد، سپس به سمت دیبالپور حرکت کرد و عالم خان، عموی شورشی دیگر ابراهیم خان را به عنوان فرماندار قرار داد. عالم خان به سرعت سرنگون شد و به سمت کابل گریخت. در پاسخ، بابوپر عالم خان را با نیروهایی تأمین کرد که بعداً با دولت خان لدی پیوستند و به همراه حدود ۳۰٬۰۰۰ سرباز، ابراهیم لودی را در دهلی محاصره کردند. او به راحتی لشکر عالم خان را شکست داد و بابر فهمید که لودی اجازه نخواهد داد او پنجاب را اشغال کند.

### جنگ اول پانی پیت

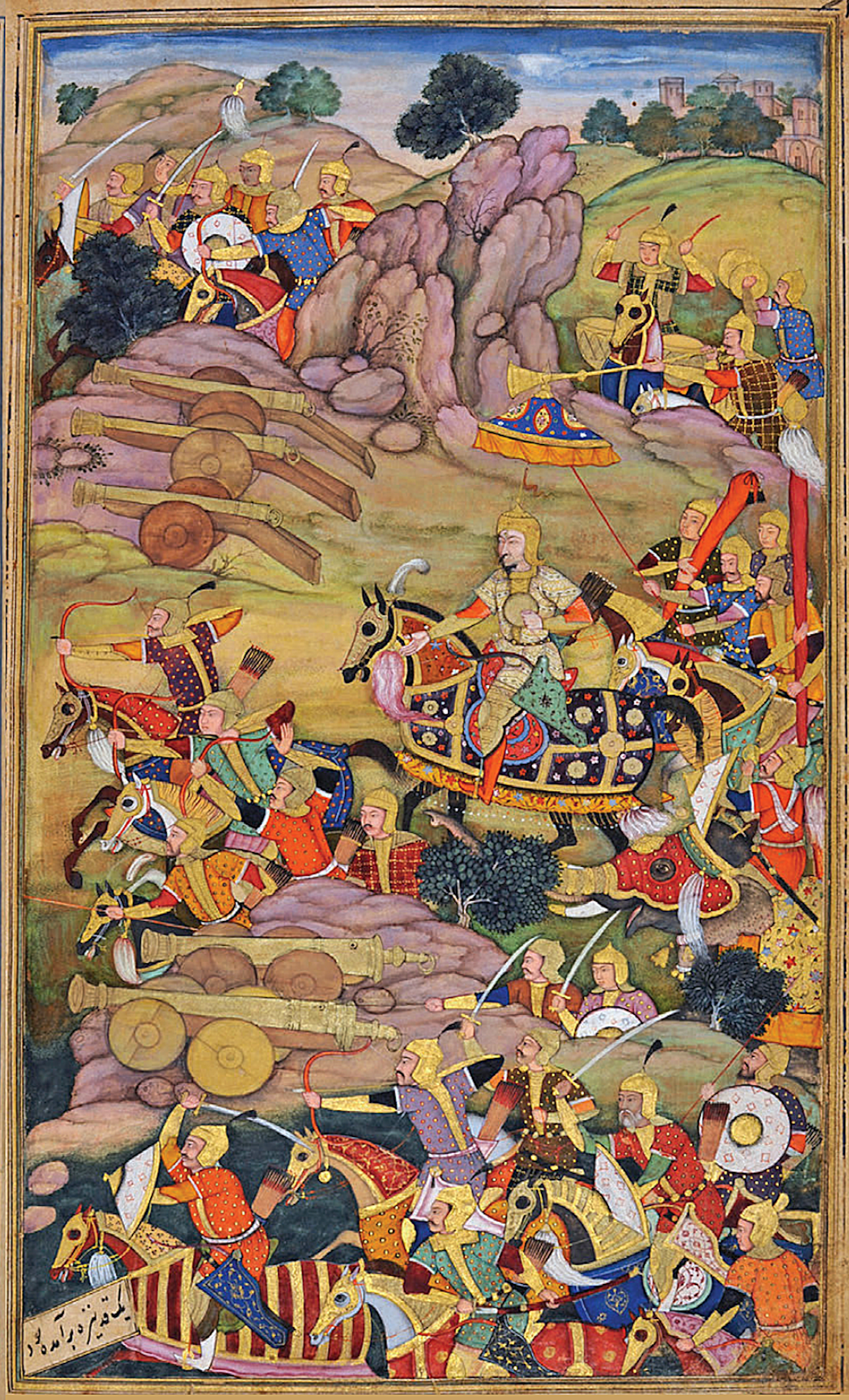
نقاشی از جنگ پانی پات

در ماه نوامبر ۱۵۲۷، در پیشاور به بابر خبر رسید که دولت خان لودی هر دو طرف را تغییر داده و علاءالدین خان را بیرون رانده‌است. پس از آن، بابر به لاهور رفت تا با دولت خان لودی مقابله کند. دولت تسلیم شد و مورد عفو قرار گرفت؛ بنابراین پس از طی سه هفته عبور از رود سند، بابر ارباب پنجاب شد.
بابور از طریق سیریندوز به دهلی رفت. وی در ۲۰ آوریل ۱۵۲۶ به پانی پات رسید و در آنجا با ارتش پرشمار ابراهیم خان لودی با حدود ۱۰۰۰۰۰ سرباز و ۱۰۰ فیل دیدار کرد. در نبردی که از روز بعد آغاز شد، بابور از تاکتیک تولوگما استفاده کرد، سپاه ابراهیم لودی را محاصره کرد و آن را مجبور کرد مستقیماً با آتش توپخانه ای روبرو شود و همچنین فیل‌های جنگی را بترساند. ابراهیم لدی در طول نبرد کشته شد و بدین ترتیب سلسله لودیان پایان یافت.
بابر در خاطراتش دربارهٔ پیروزی خود نوشت:
به لطف خدای متعال، این وظیفه دشوار برای من آسان شد و آن ارتش قدرتمند در نیمی از روز در غبار دفن شد
پس از نبرد، بابر دهلی و آگرا، تاج و تخت قلمرو لودی را اشغال کرد و پایه و اساس حکومت گورکانیان در هند را پی‌ریزی کرد. با این حال، پیش از اینکه به فرمانروای شمال هند تبدیل شود، باید رقبای خود را شکست دهد، مانند رانا سانگا.

### نبرد خانوا
نبرد بین بابر و حاکم راجع بهوت میوار، رانا سانگا در ۱۷ مارس ۱۵۲۷ آغاز شد. رانا سانگا می‌خواست بابر را، که او را یک متجاوز خارجی می‌دانست، سرنگون کند و قلمروهای آگرا و دهلی را ضمیمه مناطق راجپوت‌ها کند. او توسط روسای افغان مورد حمایت قرار گرفت که احساس می‌کردند بابر، با امتناع از عمل کردن به وعده‌هایی که به آنها داده‌است، آنهارا فریب می‌دهد. بابر پس از دریافت اخبار مربوط به پیشروی رانا سانگا به سمت آگرا، موقعیت دفاعی در خانوا (در حال حاضر در ایالت راجستان هند) گرفت و از آنجا که امیدوار بود بعداً حمله ای متقابل انجام دهد. طبق گفته ک.و. کریشنا رائو، بابر به دلیل فرماندهی برتر و تاکتیک‌های مدرن خود، در این نبرد پیروز شد. این نبرد یکی از اولین نبردهایی در هند بود که در آن از توپ و تفنگ استفاده شد. رائو البته خاطرنشان می‌کند که خیانت نیز در این نبرد کم تأثیر نبود. چنان‌که رئیس هندوان، سیلهادی، با ارتش ۶۰۰۰ نفره اش به اردوی بابر پیوست.

### نبرد چاندری
این نبرد پس از جنگ خانوا رخ داد. رانا سانگا پس از شکستش از بابر در پی تجدید قوا برآمد. بابر که از این خبر دار شد و تصمیم گرفت با تحمیل شکست به یکی از وفادارترین متحدانش، مدینی رائو، که حاکم مالوا بود، رانا را منزوی کند.
با رسیدن به چاندری، در ۲۰ ژانویه ۱۵۲۸، بابر در ازای چاندری به عنوان یک توافق صلح، شمس‌آباد را به مدینی رائو پیشنهاد کرد، اما این پیشنهاد رد شد و مدینی ترجیح داد در جنگ بمیرد. قلعه بیرونی چاندری در شب توسط ارتش بابور گرفته شد و صبح روز بعد قلعه فوقانی تسخیر شد. بابر خود ابراز تعجب کرد که قلعه فوقانی طی یک ساعت از حمله نهایی سقوط کرده‌است. مدینی که شکست را حتمی می‌دانست مراسم جوهار را، که طی آن زنان و کودکان درون قلعه خود را قربانی می‌کردند تا به دست دشمن نیفتند، را برگزار کرد. تعداد کمی از سربازان نیز در خانه مدینی رائو جمع شده و اقدام به کشتن یکدیگر در خودکشی جمعی کردند. به نظر نمی‌رسد این فداکاری بابر را، که هیچ‌وقت در زندگینامه اش دشمن را مورد تحسین قرار نمی‌داد، تحت تأثیر قرار داده باشد.

## آزار و اذیت‌های مذهبی
بابر ابراهیم شاه لودی را، در سال ۱۵۲۶، شکست داد و کشت. بابر به مدت چهار سال حکومت کرد و پس از وی پسرش همایون، با وجود یک وقفه کوتاه که سلطنتش توسط سلسله سوری‌ها غصب شده بود، حکومت کرد. در طول حکومت ۳۰ ساله پدر و پسر، خشونت مذهبی در هند ادامه یافت. آثار این خشونت‌ها در ادبیات سیک‌ها در قرن شانزدهم یافت می‌شود. خشونت بابر، پدر همایون، در دهه ۱۵۲۰، توسط گورو ناناک مورد مشاهده قرار گرفته بود که در چهار سرود دربارهٔ آنها اظهار نظر می‌کرد. مورخان معتقدند دوره خشونت مذهبی در اوایل دوره گورکانی منجر به درونگرایی و سپس تبدیل از صلح جویی به ستیزه‌جویی برای دفاع از خود در سیکشیسم شده‌است.
بنابر خاطرات بابر، توزک بابری، لشکرکشی‌های بابر در شمال غربی هند، هندوها و سیک‌های بت‌پرست و کلا فرقه‌های کافر زیادی را (در اینجا منظور هر فرقه ای است جز اسلام سنی) مورد هدف قرار داده و تعداد بی شماری از این مردم این فرق قتل‌عام شدند به‌طور ی که درکنار هر اردوگاه مسلمانی، برج‌هایی از جمجمه‌های کافران ساخته می‌شد. خاطرات بابر علاوه بر کشته شدن هندوها توسط مسلمانان در میدان جنگ، قتل‌عام روستاها و شهرهای هندو نشین را توسط مسلمانان ثبت می‌کند.

## زندگی شخصی و روابط
هیچ توضیحی در مورد ظاهر بدنی بابر وجود ندارد، مگر از نقاشی‌هایی که در ترجمه بابرنامه تهیه شده که مربوط به زمان اکبرشاه است. بابر در زندگینامه خود ادعا کرد که از نظر جسمی قوی است و از نظر بدنی متناسب است و در هر رودخانه بزرگی که با آن روبرو شده بود، از جمله دو بار در رودخانه گنگ در شمال هند، شنا کرده‌است.
برخلاف پدرش، او گرایشهای زهد و پرهیز داشت و علاقه چندانی به خانمها نداشت. در ازدواج اول خود، او نسبت به عایشه سلطان بگوم «خجالتی» بود، بعداً محبت خود را نسبت به او از دست داد. با این حال، بابر در طی سالها چندین همسر و صیغه دیگر به دست آورد و همان‌طور که برای یک شاهزاده لازم بود، وی توانست از تداوم نسل خود اطمینان حاصل کند.

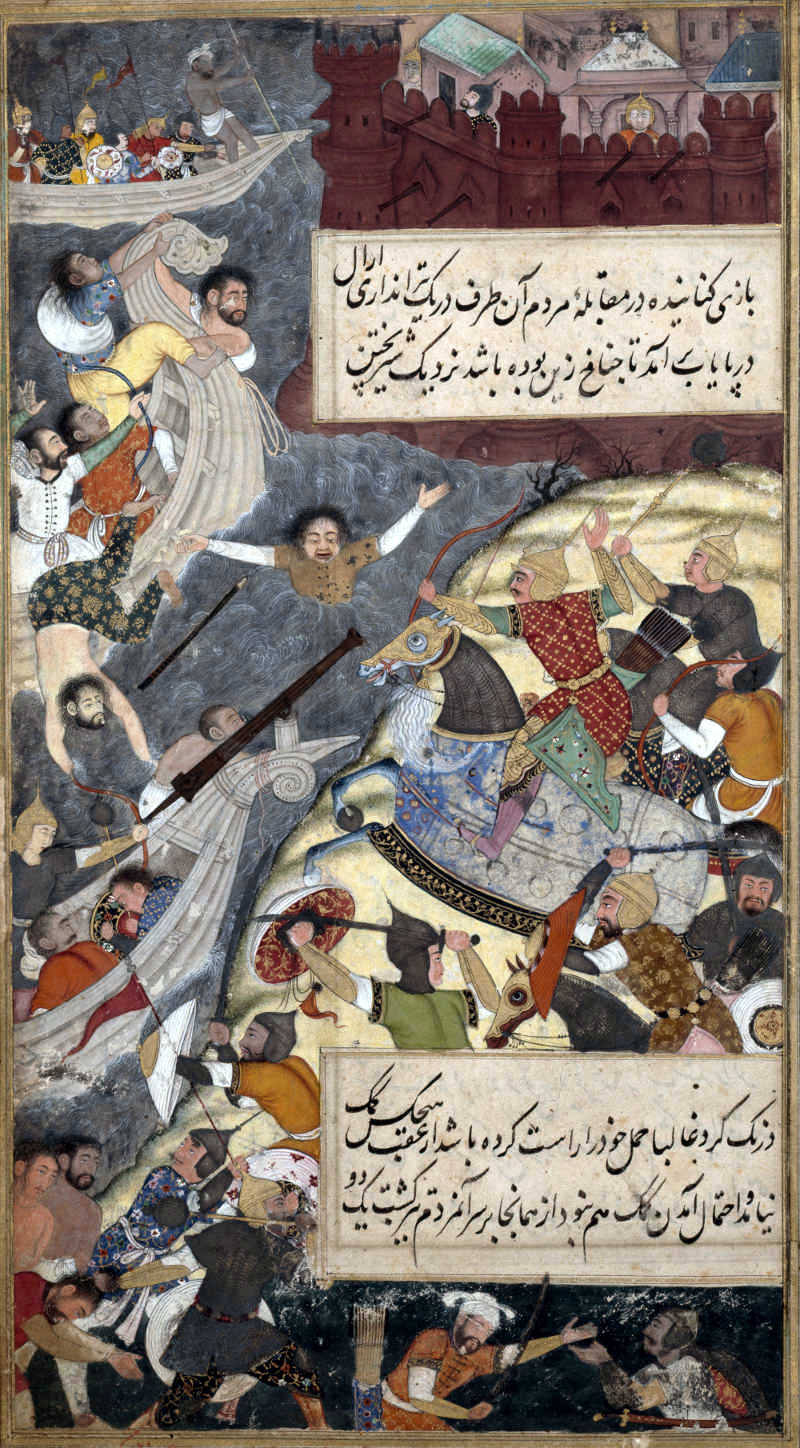
بابر در رود سند شنا می‌کند

همسر اول بابر، عایشه سلطان بیگم، پسر عموی پدری وی، دختر سلطان احمد میرزا، برادر پدرش بود. او هنگام خیانت به بابور، که خود او پنج ساله بود، شیرخوار بود. آنها یازده سال بعد (۱۴۹۸–۹۹) ازدواج کردند. این زوج یک دختر به نام فخر-اون-نیسا داشتند که طی یک سال در سال ۱۵۰۰ درگذشت. سه سال بعد، پس از اولین شکست بابر در فرغانه، عایشه او را ترک کرد و به خانه پدرش بازگشت. در سال ۱۵۰۴، بابور با زینب سلطان بیگم ازدواج کرد، که در طی دو سال بدون فرزند درگذشت. در دوره ۱۵۰۶–۰۸، بابر با چهار زن، مهام بیگم (در سال ۱۵۰۶)، معصومه سلطان بیگم، گلروخ بیگم و دلدار بیگم ازدواج کرد. بابور از طرف مهام بگوم چهار فرزند داشت که تنها یک کودک زنده مانده بود. این پسر بزرگترین و وارث او، همایون بود. معصومه سلطان بیگم در هنگام زایمان درگذشت. سال درگذشت او اختلاف دارد (یا ۱۵۰۸ یا ۱۵۱۹). گلروخ برای بابر دو پسر به نام‌های کامران و عسکری به دنیا آورد و دلدار بیگم مادر کوچکترین پسر بابر، هندل بود. بابر بعداً با مبارکه یوسف زی، زن پشتون قبیله یوسف زی ازدواج کرد. گلنار آقاچه و نرگول آقاچه دو برده چرکس بودند که به عنوان هدایای طهماسپ شاه صفوی، شاه ایران به بابر داده شده بودند. آنها «بانوان به رسمیت شناخته شده خانواده سلطنتی» شدند.
بابر در زمان حکومت خود در کابل، هنگامی که زمان صلح نسبی وجود داشت، علایق خود را در زمینه ادبیات، هنر، موسیقی و باغبانی دنبال کرد. پیش از این، او هرگز الکل نمی‌نوشید و هنگام اقامت در هرات از آن اجتناب می‌کرد. در کابل، نخستین بار در سی‌سالگی آن را چشید. وی سپس به‌طور مرتب مشروب می‌خورد، مهمانی‌های شراب را میزبانی می‌کرد و تریاک نیز مصرف می‌کرد. اگرچه دین در زندگی او جایگاه اصلی را داشت، بابر نیز شعر یکی از معاصران خود را نقل می‌کرد: «من مست هستم، افسر. وقتی هوشیار هستم مرا مجازات کن». وی درست دو سال قبل از مرگش به دلایل سلامتی قبل از نبرد خانوا، نوشیدن را ترک کرد و خواستار این شد که دربار او نیز همین کار را انجام دهد. اما او کشیدن تریاک را متوقف نکرد و حس شوخ‌طبعی خودرا از دست نداد. وی نوشت: «همه از نوشیدن پشیمان می‌شوند و توبه می‌کنند (از پرهیز مصرف شراب). من نیز توبه کردم و از این پشیمان شدم».

## آثار
۱. بابرنامه
ظهیرالدین محمد بابر خدمات برجسته‌ای به‌علم و ادب نمود. مجموعه کاملی از یادداشت‌های بابر به‌دست ما رسیده که به بابرنامه معروف است و در آن به زبان ترکی جغتایی شرح‌حال زندگی خود، فتوحات و رسم جهانداری را آورده‌است. این کتاب بعدها توسط عبدالرحیم خان جانان و به فرمان اکبر شاه بزرگترین امپراتور هند و از نوادگان بابر به فارسی برگردانده شد که به توزوک بابری معروف است.
۲. عروض رساله سی (رساله سی عروض)
مدتها از طریق بابرنامه و برخی از نسخه‌های دیوان بابر و منتخب التواریخ بَداؤنی معلوم شده بود که بابر رساله‌ای در عروض به زبان جغتایی نوشته‌است. اما این رساله تا ۱۹۲۳ که محمد فؤاد کوپریلی نسخه دستنویس آن را در پاریس پیدا کرد، شناخته نشده بود. این رساله با آثاری از این نوع که به زبان فارسی نوشته شده اختلاف چندانی ندارد، ولی در باب برخی از قوالب عروضی که شاعران ترک به کار برده‌اند، اطلاعات موجود در این کتاب از آنچه در میزان الاوزان نوایی آمده کامل‌تر است و اهمیتش نیز در همین است. بابر مثال‌هایی از اوزان و بحور رایج ترکی و فارسی آورده و گاهی هم مثال‌هایی از شعر خود در آن‌ها گنجانده‌است، اما شواهدی که از بحور ابداعی خود آورده صرفاً ترکی است. بابر در پایان دیوان خود اشاره می‌کند که رساله عروض را دو یا سه سال پیش از فراغت از فتحِ هندوستان (ح ۹۳۲–۹۳۴) به پایان رسانده‌است.
۳. مُبَیَّن
رساله‌ای در قالب مثنوی در بحر خفیف مخبون (فَعِلاتُن مَفاعِلُن فَعِلُن) که بنابر آنچه در عروض رساله سی آمده، در ۹۲۸/۱۵۲۱ خاتمه یافته‌است. او در این رساله، هم به مباحثی در فقه حنفی و هم به موضوعاتی در باب لشکرکشی پرداخته‌است. این کتاب صرفاً جنبه تعلیمی و آموزشی دارد و از هرگونه اهمیت هنری خالی است، اما از مطاوی آن استنباط می‌شود که بابر به علم فقه عنایت داشته و در مذهب حنفی راسخ بوده‌است. مستشرقان تا این اواخر رساله مبین را ذیل عنوان «مُبین» می‌شناختند و آ.س. بِورِیج هم نام آن را چنین ضبط کرده، هر چند او اشاره می‌کند که مورخان هندی از جمله ابوالفضل علاّمی و بداؤنی عنوان کتاب را «مُبَیَّن» خوانده‌اند. در حقیقت «مُبین» نام تفسیری بر همین مثنوی است که شیخ زین، منشی بابر، آن را تألیف و تنظیم کرده‌است.
۴. ترجمه رساله والدیه
رساله‌ای است در اخلاق صوفیه، تألیف خواجه عبیدالله اَحرار، صوفیِ بزرگِ آسیای مرکزی و مرشد روحانی تیموریان. چنان‌که از عنوان آن پیداست، خواجه عبیدالله آن را با اصرارِ پدرِ خود نگاشته‌است. بابر آن را در ۹۳۵/۱۵۲۹ به ترکی جغتایی برگردانده و هم‌اکنون ضمیمه دیوان اوست. این رساله منظوم و در قالب مثنوی است و در ۲۴۳ بیت، در بحر رمل (فَعِلاتُن فَعِلاتُن فَعِلُن)، سروده شده‌است. با اینکه اشعار آن ساده و مطبوع است، ارزش هنری چندانی ندارد و اهمیت آن از لحاظ دلالت بر گرایش بابر به تصوف است.
۵. دیوان شعر
قسمت اعظم اشعار دیوان بابر به ترکی است، اما چند شعر فارسی هم در آن آمده‌است. انواع شعر او عبارت است از: غزل، مثنوی، رباعی، قطعه، تیوغ (از قوالب شعری خاصِ زبان ترکی)، معما، و مفردات.
بابر به فارسی و ترکی (ازبکی) شعر می‌گفته‌است. این نمونه‌ابیات از اوست:
| نوروز و بهار و می و دلبری خوشست |  | بابر به عیش کوش که عالم دوباره نیست |

| بازآی ای همای که بی طوطی خطت |  | نزدیک شد که زاغ برد استخوان ما |

| قه‌دیمی نی فیراق مئحنه‌تی یای قیلدی   |  | کؤنلوم غه‌م و اندوه اوتی نه یاقیلدی |
| حالیم نی صه‌باغه آیتیپ ایردیم ای گؤل |  | بیلمه‌ن سه‌نگه شه‌رح قیلمادی یا قیلدی |

| محنت فراق قد من را به شکل کمان درآورد |  | دلم از آتش غم و اندوه سوخت    |
| حالم را به باد صبا گفتم، ای گل        |  | نمی‌دانم برای تو شرح داد یا نه |

| طالع اوقو جانیمغا بلالیق بولدی       |  | هر ایشنی کیم ائیلدیم خطالیق بولدی   |
| اوز یئرنی قویوب هیندغه ساری یوزلندیم |  | یا رب نه تئییم کی اوز قارالیق بولدی |

| تیر طالع بر جانم بلا شد                |  | هر کاری که کردم همه خطا شد  |
| جای خود را رها کرده و به هند روانه شدم |  | یا رب چه گویم که روسیاهی شد |

اشعار فراوانی در دیوان مشاهده می‌کنیم که در بابرنامه به سرودن آن‌ها اشاره شده‌است. نسخه‌های موجود دیوان بابر براساس نظم قدیمی معمول در دیگر دیوانها تدوین نشده‌است و اشعار بی هیچ ترتیب آشکاری در آن ضبط گردیده‌است. بابر در فن شعر از هیچ‌یک از شاعران جغتایی قرن نهم/ پانزدهم، حتی از نوایی، فرودست تر نیست. او عقاید و عواطف خود را به زبانی ساده و سبکی خالی از تکلف بیان می‌کند. در دیوانش ترانه‌های عاشقانه و صوفیانه و خَمریّه، و شعرهایی با مضامین عادی روزمره در کنار یکدیگر قرار گرفته‌است. شعر بابر تاحدی از شعر شاعران متقدم به‌ویژه نوایی متأثر است، اما از هرگونه تقلید صرف عاری است. با این‌که بابر تا حدی به شعر متصنّع و هنرنمایی‌های شاعرانه گرایش داشته و با این‌که به تبعیت از سنتِ رایج ادبیات ترکی و فارسی در آن روزگار، معمیّات بسیار نیز سروده‌است (۵۲ معمّا در دیوانش آمده‌است)، قسمت اعظم اشعارش ساده و بی پیرایه و طبیعی است. در دیوانش تعدادی تیوغ به چشم می‌خورد. رباعیات معدودش در نهایت شیوایی است، و در میان «تورکو» (= ترکی)ها یا ترانه‌های عامیانه‌اش، یک قطعه شعر هجایی نیز هست. بابر شعر فارسی نیز می‌سرود و در دیوانش بیش از بیست قطعه شعر فارسی وجود دارد، اما علاقه‌اش به زبان مادری موجب شده که شعر جغتایی را به شعر فارسی رجحان دهد. علاوه بر این، غالباً در اشعارش به ارزش قوم ترک اشاره دارد و افتخار می‌کند که خود فردی از آنان است. بابر در این باره از آن جریان فکری و ادبی خاص تبعیت می‌کند که در طول قرن پیش با نوایی آغاز شده بود و علاوه بر خراسان، در همه دربارهای تیموریان سخت مورد عنایت بود. نفوذ ادبی بابر موجب شد که گروهی شاعرِ جغتایی سرای، هم در میان فرزندان او و هم در میان درباریانِ ایشان ظهور کند. به هر حال، مسلّم است که در تاریخ ادبیات باید در میان سرایندگان شعر جغتایی پس از نوایی مقامی والا به بابر اختصاص یابد.
بابر در هندوستان و خراسان راه‌ها و کاروانسراهای بیشمار به‌وجود آورده و به‌عمران و آبادی بسیار خدمت کرد.

## خانواده

### همسران
- ماهم بیگم (ازدواج در سال ۱۵۰۶)، مهمترین همسر
- عایشه سلطان بیگم (ازدواج در سال ۱۴۹۹–۱۵۰۳)، دختر سلطان احمد میرزا
- زینب سلطان بیگم (ازدواج در سال ۱۵۰۴)، دختر سلطان محمد میرزا
- معصومه سلطان بیگم (ازدواج در سال ۱۵۰۷)، دختر سلطان احمد میرزا و خواهر ناتنی عایشه سلطان بیگم
- بی بی مبارکه (ازدواج در سال ۱۵۱۹)، دختر پشتونی از قبیله یوسف زی
- گل رخ بیگم (نباید با دختر بابر که گل رخ نام دارد اشتباه شود، همچنین به عنوان گل‌برگ بیگم نیز شناخته می‌شود)
- دل دار بیگم
- گلنار آقاچا، صیغه چرکس
- نورگل آقاچه، صیغه چرکس

هویت مادر یکی از دختران بابر، گلرخ بیگم مورد اختلاف است. مادر گل رخ ممکن است دختر سلطان محمود میرزا توسط همسرش پاشا بگوم بوده باشد که در منابع ثانویه از وی به عنوان صالحه سلطان بیگم یاد می‌شود، اما این نام در بابرنامه یا آثار گل بنان بیگم ذکر نشده‌است که بر وجود داشتن او تردید ایجاد می‌کند. این زن ممکن است اصلاً وجود نداشته باشد یا حتی ممکن است همان زنی باشد که دیلدار بیگم نام دارد.

### فرزندان
بابر از همسرانش فرزندان زیادی داشت

#### پسران
- همایون (۶ مارس ۱۵۰۸–۲۷ ژانویه ۱۵۵۶)، پسر مهام بیگم و فرزند ارشد بابر که بعدها جانشین او و دومین شاه گورکانی شد.
- کامران میرزا (تاریخ مرگ ۱۵۵۷)، پسر گل رخ بیگم
- عسکری میرزا، فرزند گل رخ بیگم
- هندل میرزا، فرزند دل دار بیگم
- احمد میرزا، پسر گل رخ بیگم که در جوانی درگذشت
- شاهرخ میرزا، پسر گل رخ بیگم که در جوانی در گذشت
- باربل میرزا، پسر ماهم بیگم که در شیرخوارگی درگذشت
- الوار میرزا، پسر دل دار بیگم که در کودکی درگذشت
- فاروق میرزا، فرزند ماهم بیگم که در شیرخوارگی مرد

#### دختران
- فخرالنسا بیگم، دختر عایشه سلطان بیگم که در شیرخوارگی درگذشت
- آیسان دولت بیگم، دختر ماهم بیگم که در شیرخوارگی درگذشت
- مهر جهان بیگم، دختر ماهم بیگم که در شیرخوارگی درگذشت
- معصومه سلطان بیگم، دختر معصومه سلطان بیگم که با محمدزمان میرزا، شاهزاده تیموری و ژنرال ارتش بابر، ازدواج کرد
- گل زار بیگم، دختر گل رخ بیگم که در جوانی درگذشت
- گل رخ بیگم (گل‌برگ بیگم)، بین هویت مادرش اختلاف نظر است (صالحه سلطان بیگم یا دل دار بیگم) او با پسر عموی پدرش، نورالدین محمد میرزا پسر خواجه حسن نقش بندی، ازدواج کرد.
- گلبدین بیگم (۱۵۲۳–۱۶۰۳)، دختر دل دار بیگم که با خضر خواجه خان، پسر دایی پدرش، پسر ایمان خواجه سلطان مغولستانی پسر احمد الغ مغولستانی دایی بابر، ازدواج کرد
- گل‌چهره بیگم، دختر دل دار بیگم. بار اول در سال ۱۵۳۰ توخته بوقه خان، پسر احمد الغ خان مغولستانی، دایی بابر. بار دوم او با عباس سلطان اوزبیک ازدواج کرد.
- گلرنگ بیگم، دختر دل دار بیگم. در سال ۱۵۳۰ با آیسان تیمور سلطان، دومین پسر احمد الغ دایی بابر، ازدواج کرد.

## مرگ و میراث

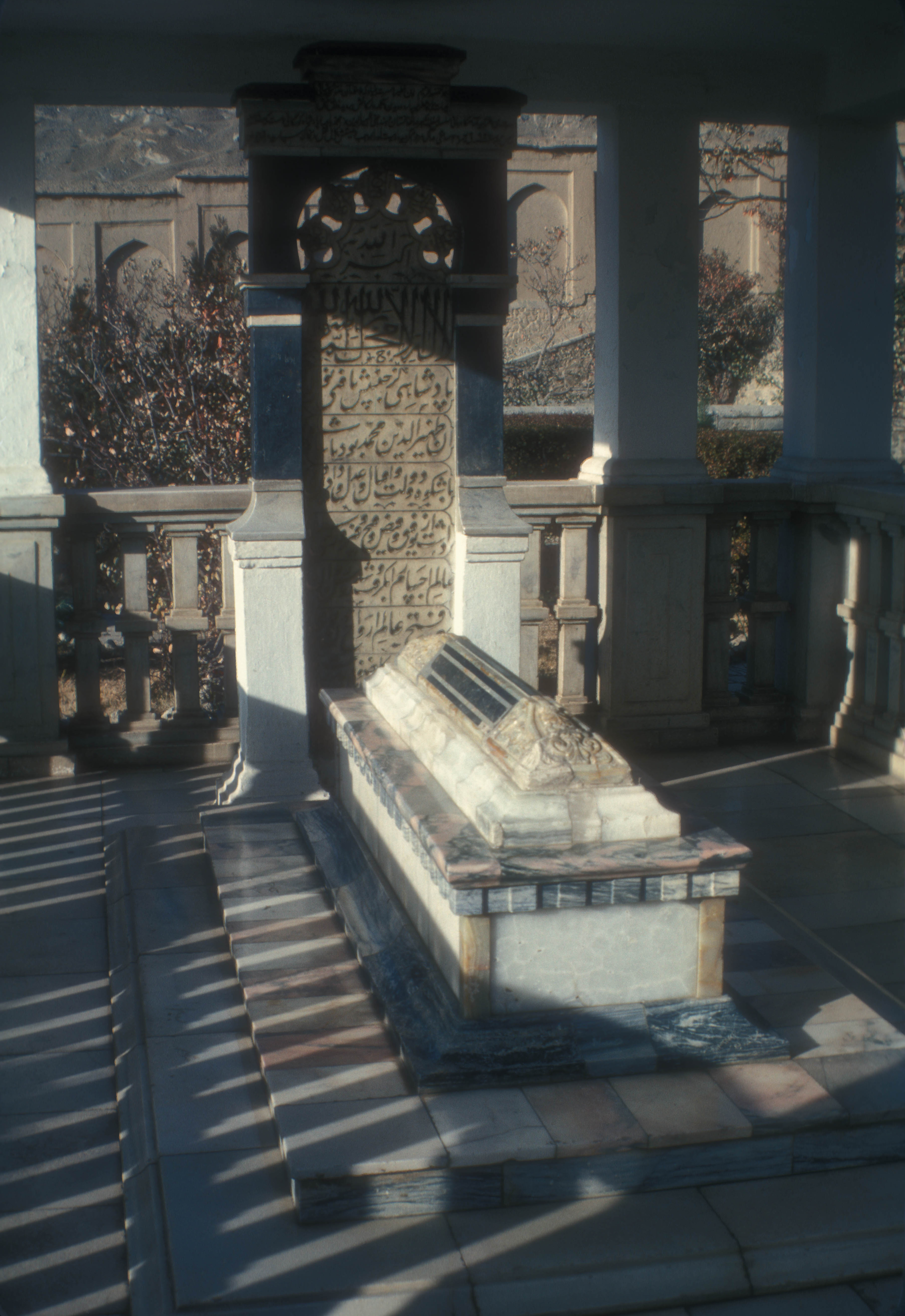
داخل مقبره بابر در باغ بابر واقع در شهر کابل.

مجموع سال‌های سلطنت محمد بابُر به ۳۸ سال بالغ گردید. وی در ۲۶ دسامبر ۱۵۳۰ / ۹۳۷ ه‍.ق در سن ۴۹ سالگی در اگرای هندوستان درگذشت. او را در ابتدا در شهر جمنه در باغچه‌ای موسوم به «نورافشان» بخاک سپرده بودند، در زمان شاه جهان استخوان‌های او را به کابل منتقل ساخته برای او در خارج شهر آرامگاه مجللی ساختند. پس از او پسر بزرگش همایون جانشینش گردید.
به‌طور کلی محققان به توافق رسیده‌اند که بابر، به عنوان یکی از بازماندگان تیموریان، نه تنها تحت تأثیر فرهنگ ایرانی بود بلکه در شبه قاره هند نیز این فرهنگ را گسترش داد. وی به عنوان یکی از وارثان تمدن باشکوه تیموری ظهور کرد و آثاری از جنبه‌های اسلامی، هنری، ادبی و اجتماعی در هندوستان به جای گذاشت.

به عنوان مثال ف. لهمن، در دانشنامه ایرانیکا، اظهار می‌دارد:
خاستگاه او، فرهنگش، آموزشش و فرهنگش کاملاً در فرهنگ ایرانی غرق شده بود و بنابراین بابر تا حدود زیادی مسئول پرورش این فرهنگ توسط نوادگان خود، گورکانیان هند و گسترش نفوذ فرهنگ ایرانی و زبان فارسی در شبه قاره هند، با آثار درخشان هنری، ادبی و تاریخ‌نگاری، بود.
با وجود تمام استفاده‌های اقوام آسیای میانه امروزه برای تصاحب بابر و مردم آسیای میانه آن زمان تمام این ادعاها بی اساس و غیرعادی می‌باشد. با تمام اینها، منابع و کتب زمان ازبکستان شوروی بابر را یک ازبک تبار می‌دانند. در همان زمان، طی دوران ازبکستان شوروی، دانشمندان ازبک بسیاری به دلیل ایدئال کردن و ستایش بابر و دیگر شخصیت‌های تاریخی چون علی شیر نوایی، تحت سانسور قرار گرفتند.

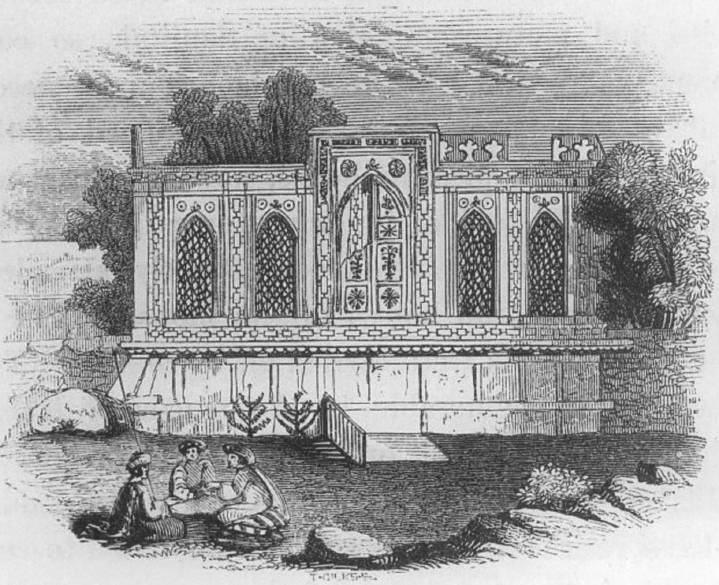
مقبره بابر، اولین شاه گورکانی، در کابل

بابر در ازبکستان یکی از قهرمانان ملی تلقی می‌شود. در ۱۴ فوریه ۲۰۰۸، تمبرهایی به نام وی به منظور بزرگداشت ۵۲۵ سالگرد تولد وی این کشور صادر شد. بسیاری از اشعار بابر به آهنگهای عامیانه ازبک تبدیل شده‌است، به ویژه توسط شیرالی چورایف، خواننده مشهور ازبک. برخی منابع ادعا می‌کنند که بابر یک قهرمان ملی در قرقیزستان نیز است. در اکتبر ۲۰۰۵، پاکستان موشک کروز بابر (حتف-۷ نیز نامیده می‌شود) را، که به افتخار او نامگذاری شده‌است، توسعه داد.
یکی از ویژگی‌های ماندگار زندگی بابر این بود که وی زندگی‌نامه ای مفید نوشته، که از نظر نثر نیز بسیار ارزشمند است، به نام بابرنامه را از خود باقی گذاشته‌است. به نقل از هنری بوردیج و استنلی لین پول:
زندگینامه وی یکی از آثار بسیار گرانبهایی است که تا الان برای ما باقی مانده‌است و شایسته‌است با اعترافات سنت آگوستین و روسو و خاطرات گیبون و نیوتن مقایسه شود. این کتاب تقریباً در آسیا تنها مقام را دارد.

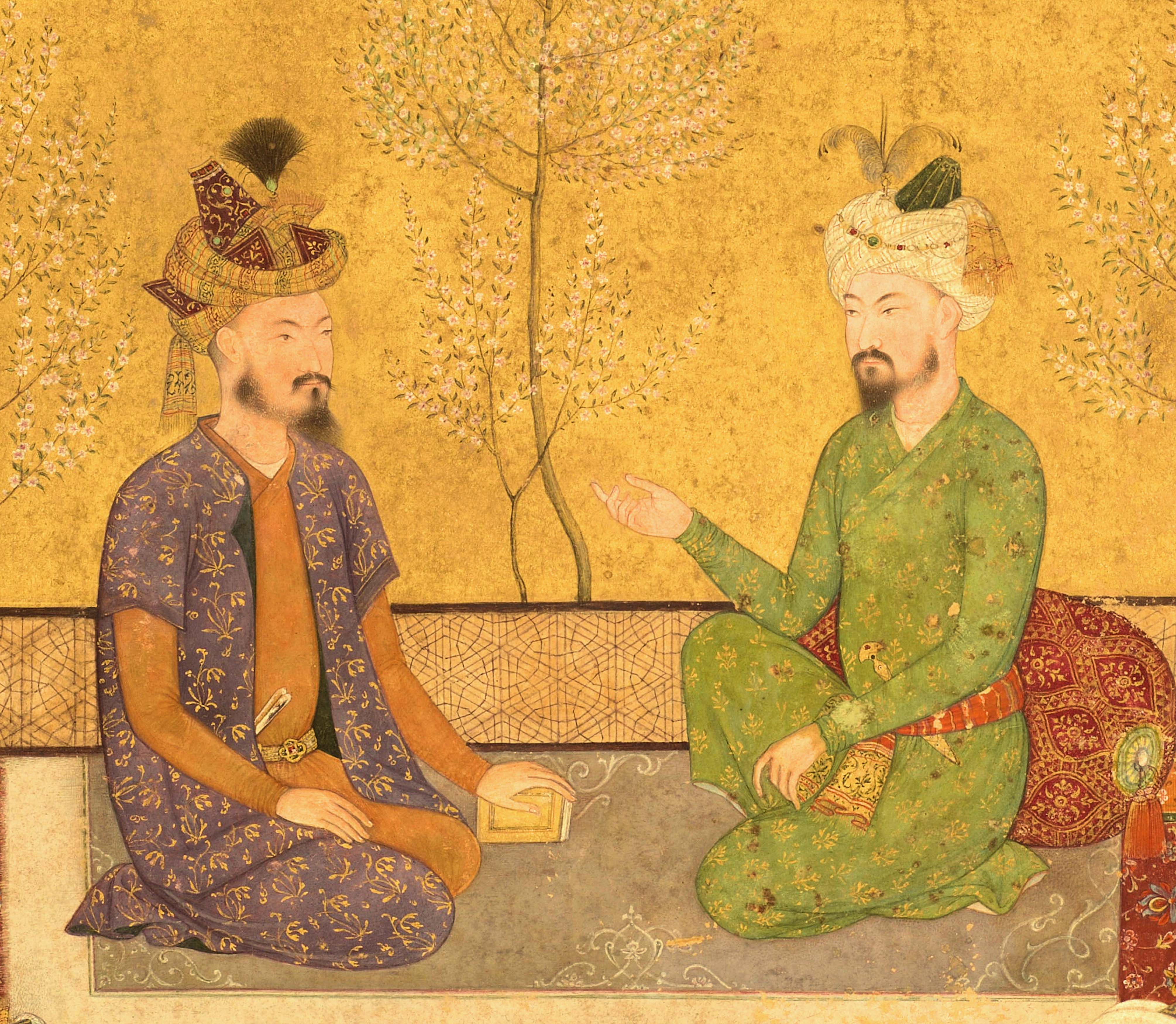
بابر و جانشینش همایون

به قول خودش، «خواسته من این است، هیچ کاری علیه برادران خود انجام ندهید، حتی اگر آن‌ها سزاوار آن باشند.» همچنین «سال نو، بهار، شراب و معشوق شادی آور است. بابر شادمانی می‌کند، زیرا دنیا برای کسی بار دیگر نیست.»

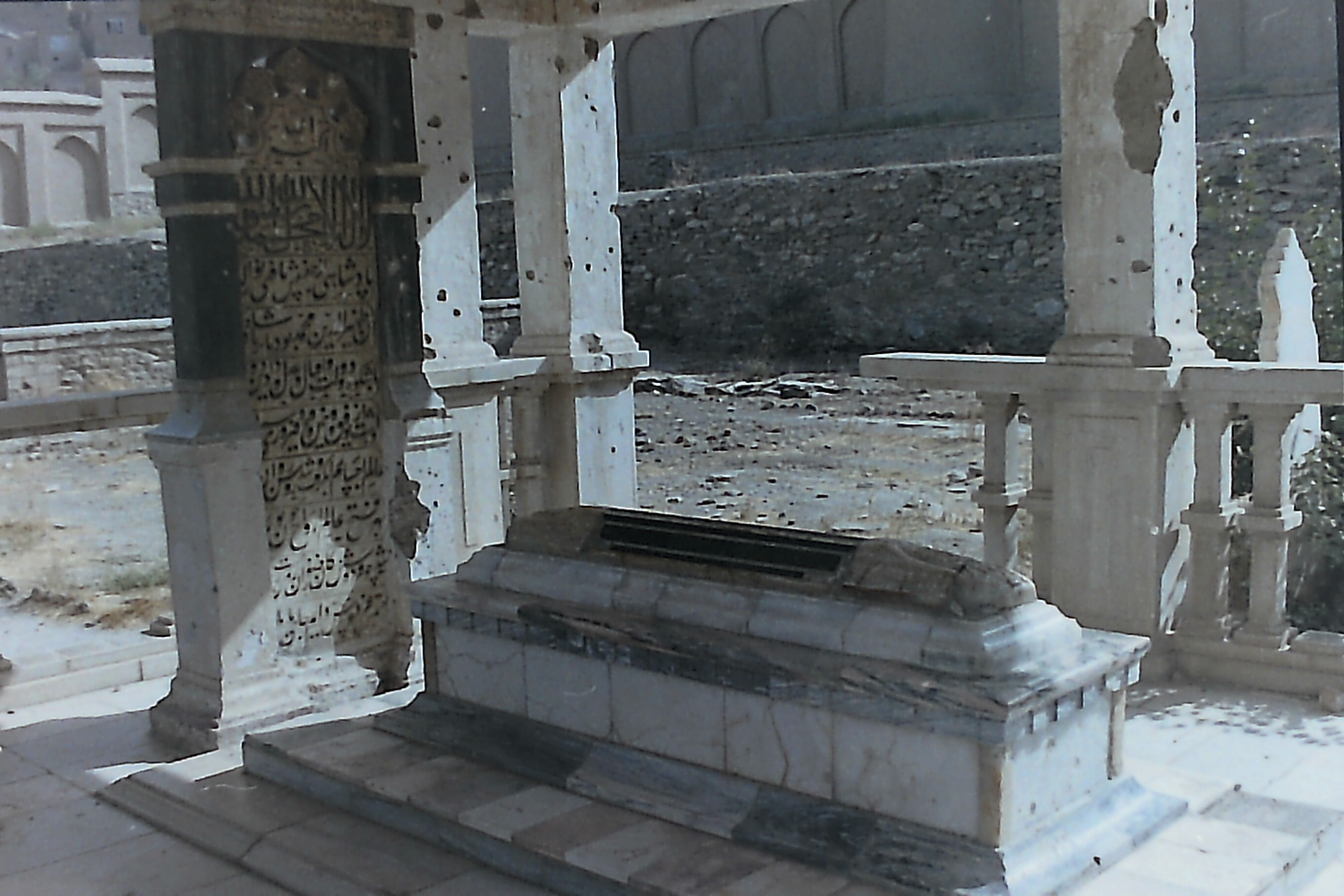
تابوت بابر در باغ بابر، کابل، افغانستان

## نگارخانه

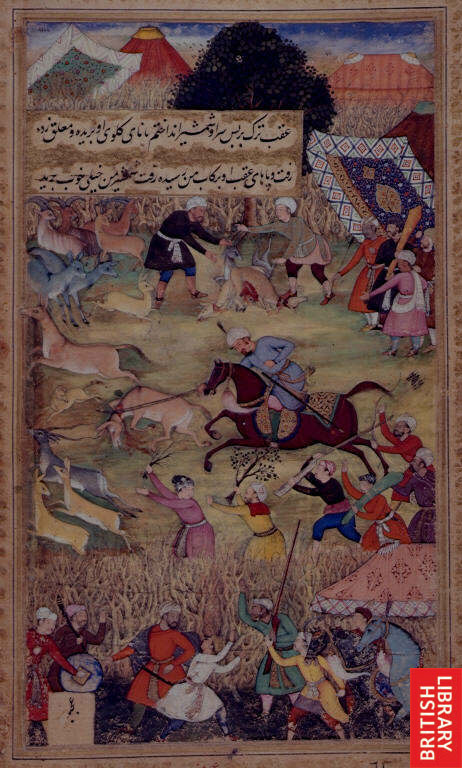
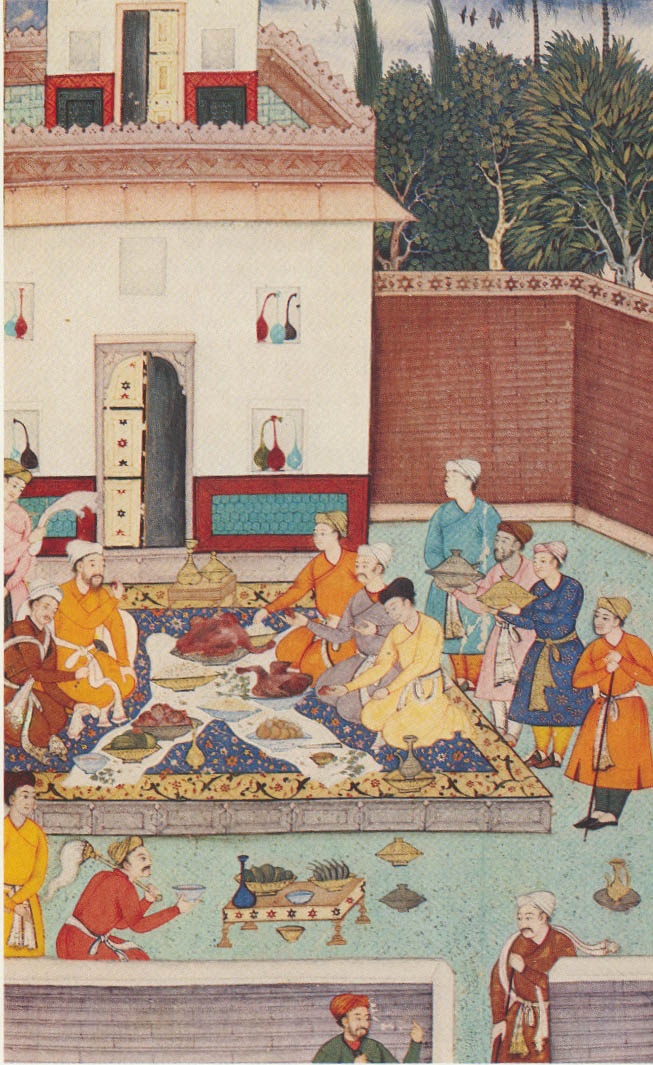
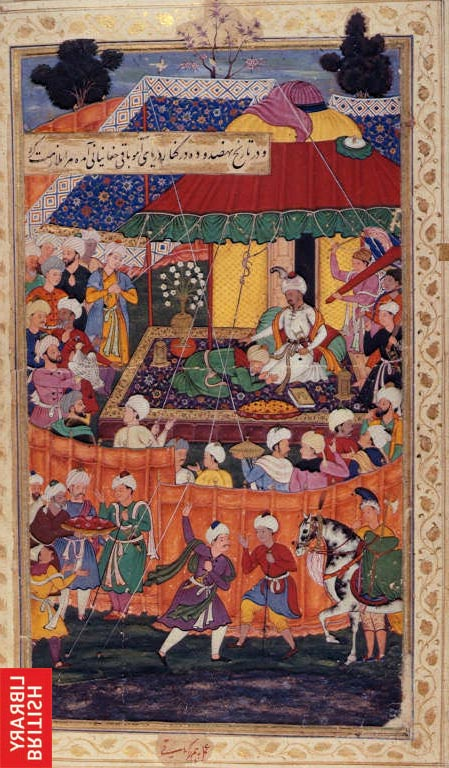
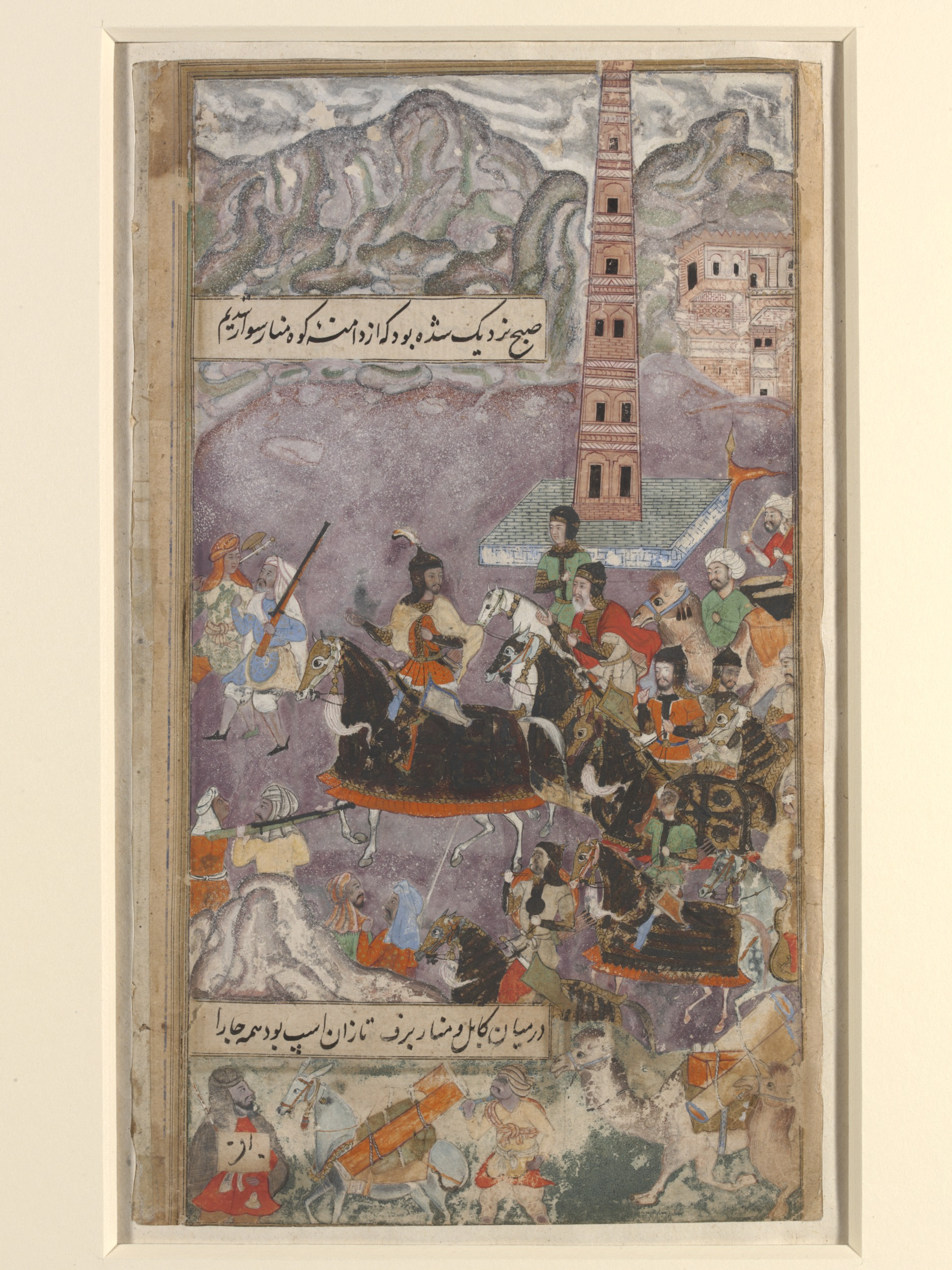
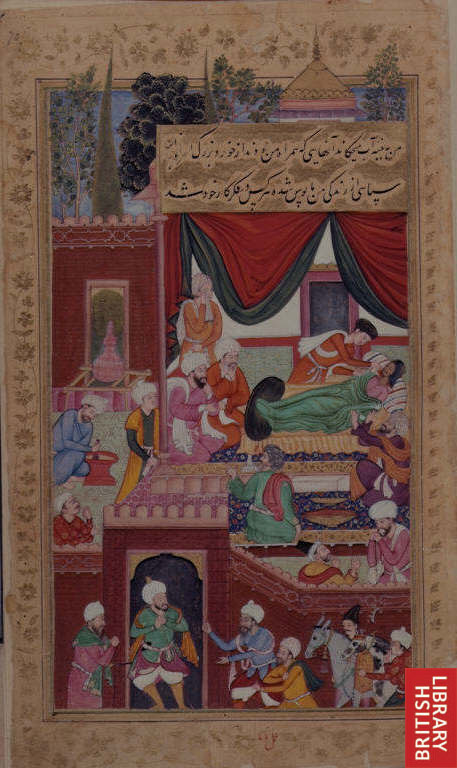
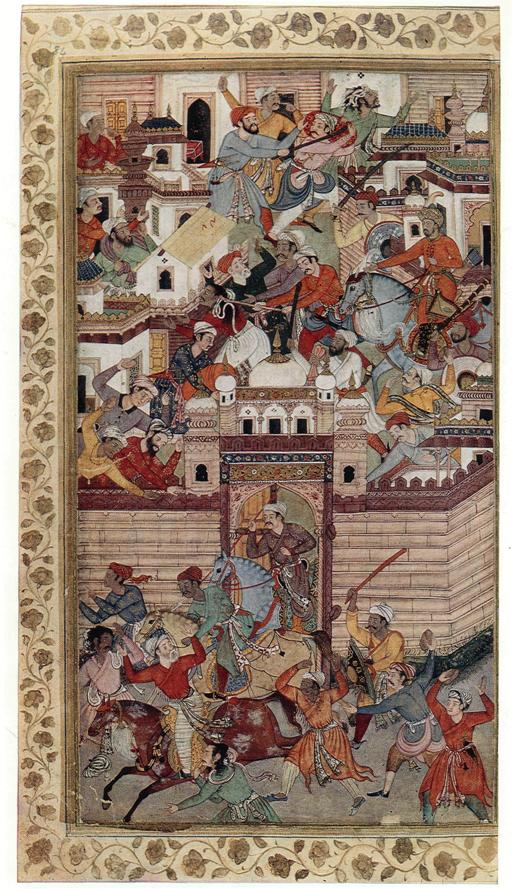
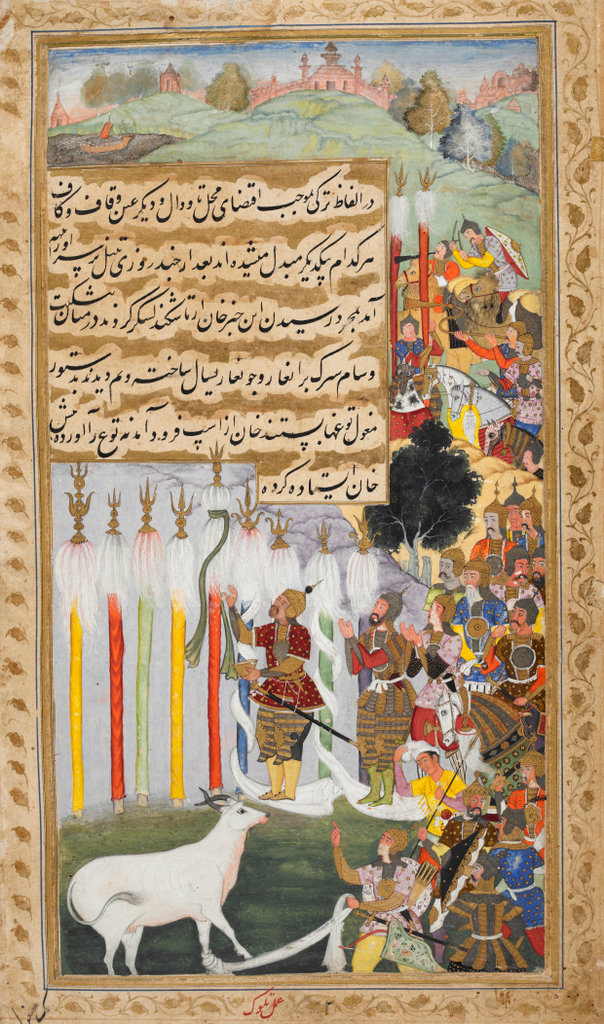
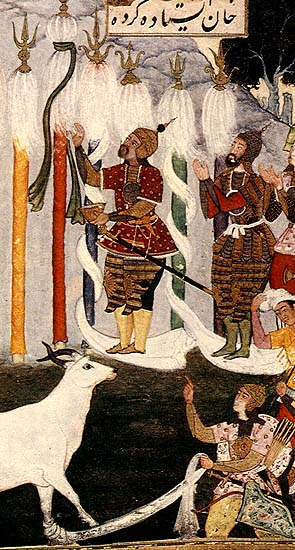
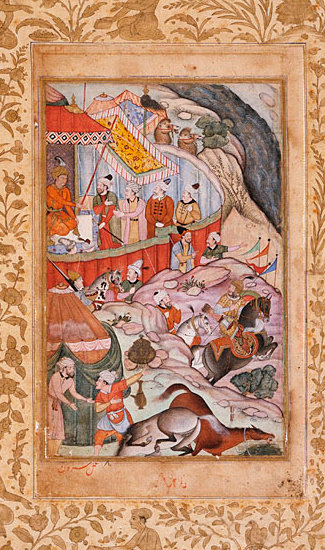
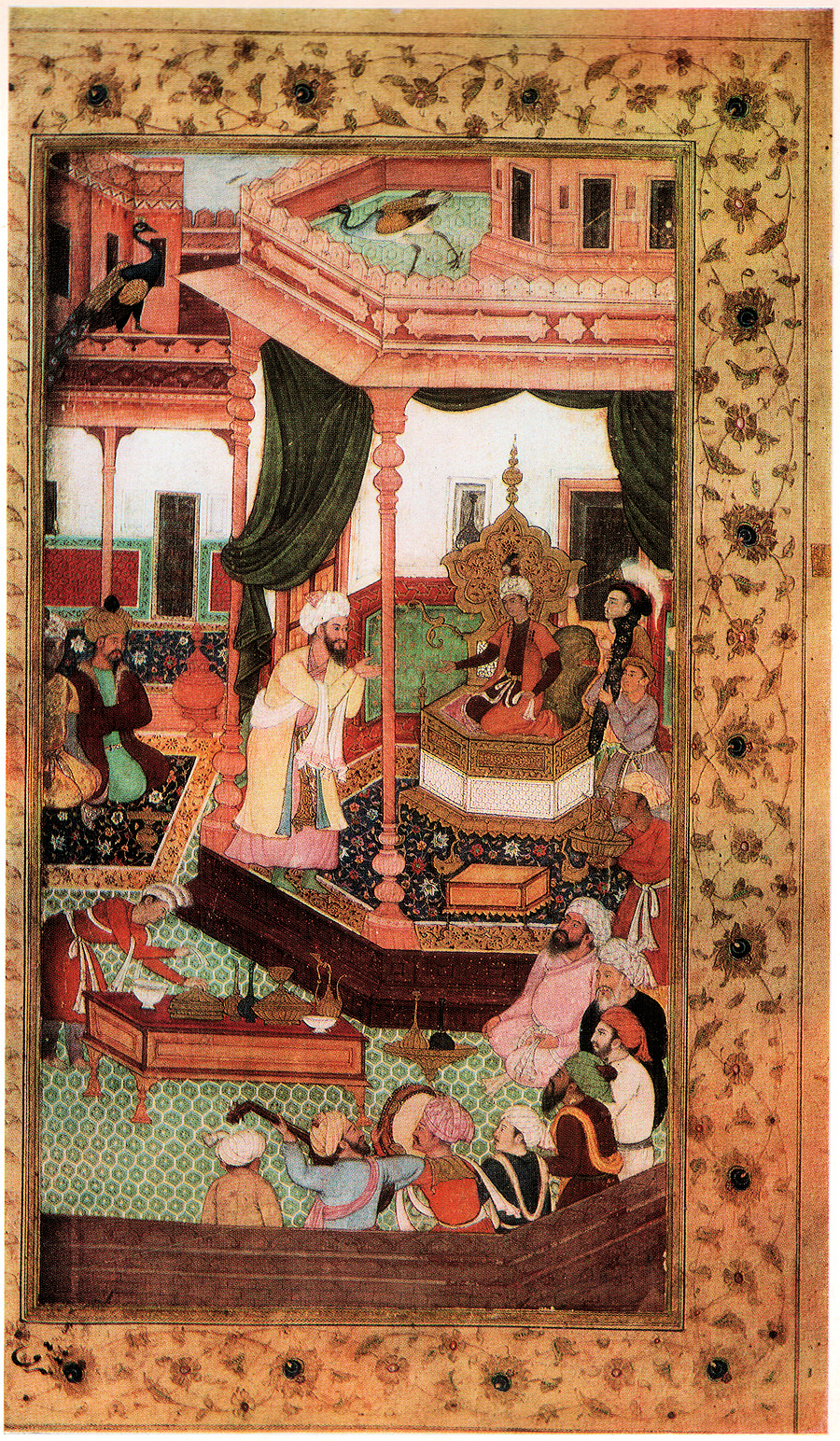
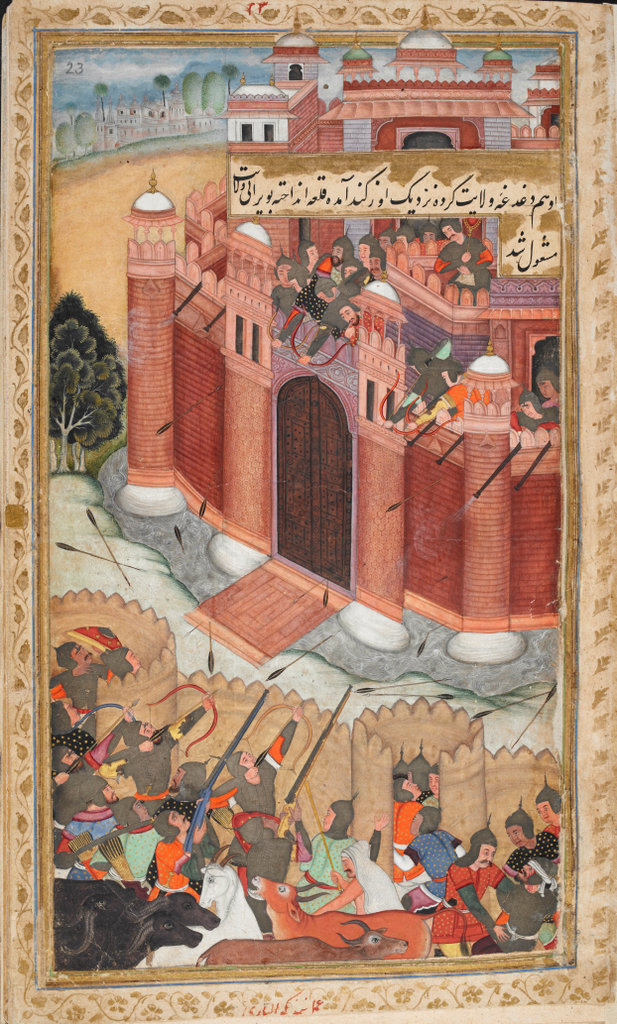
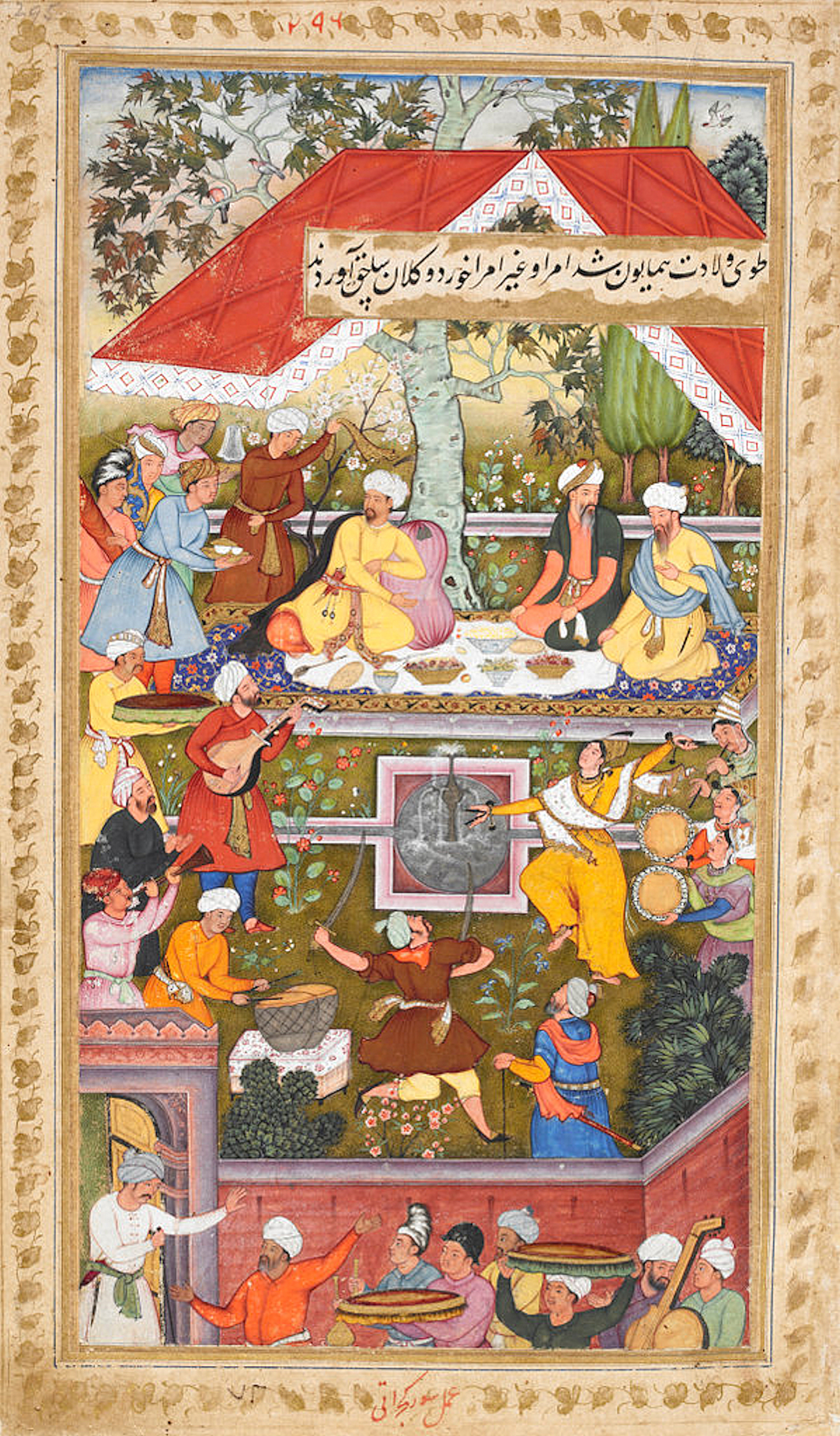
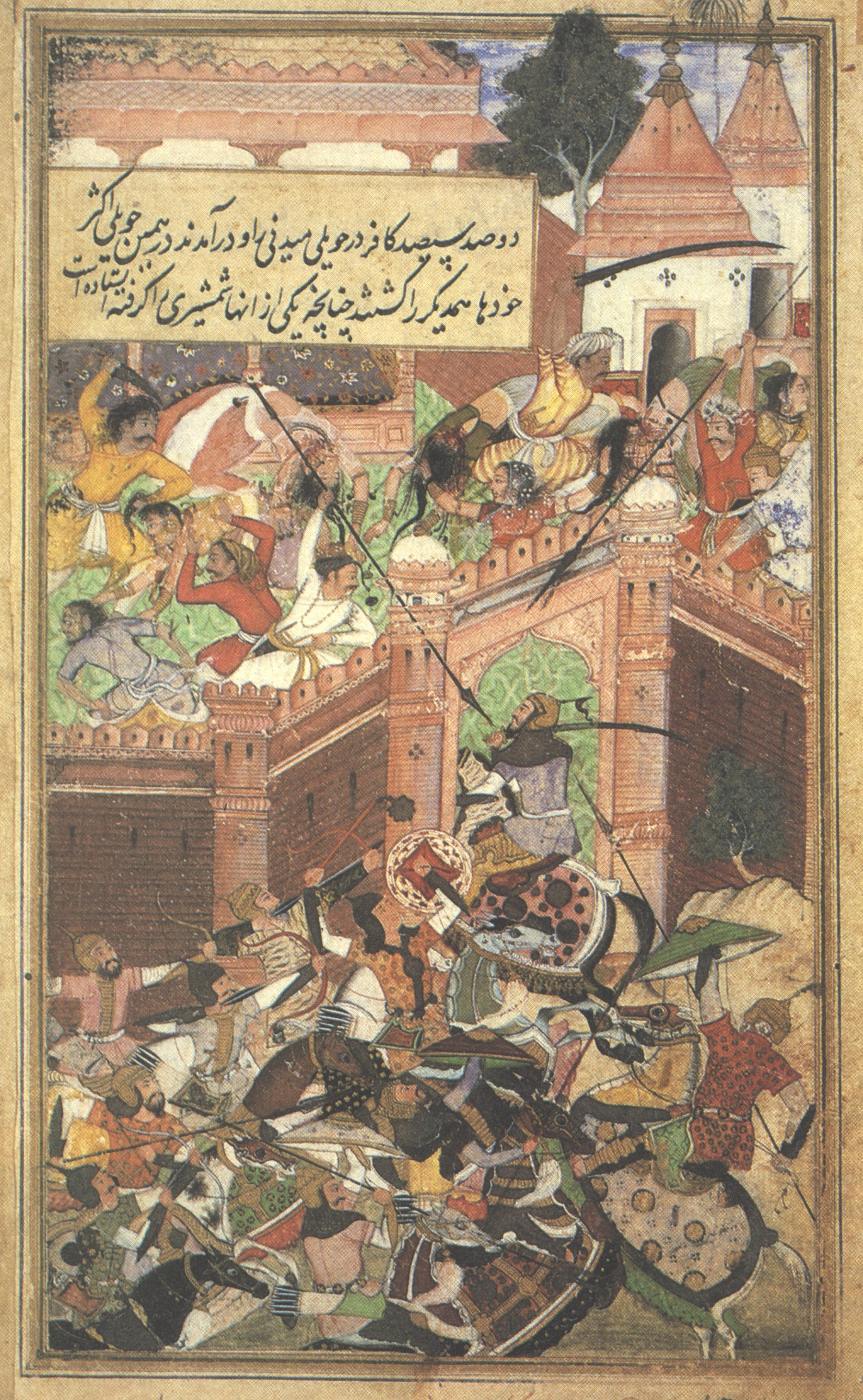